# 日本における地震対策と体制

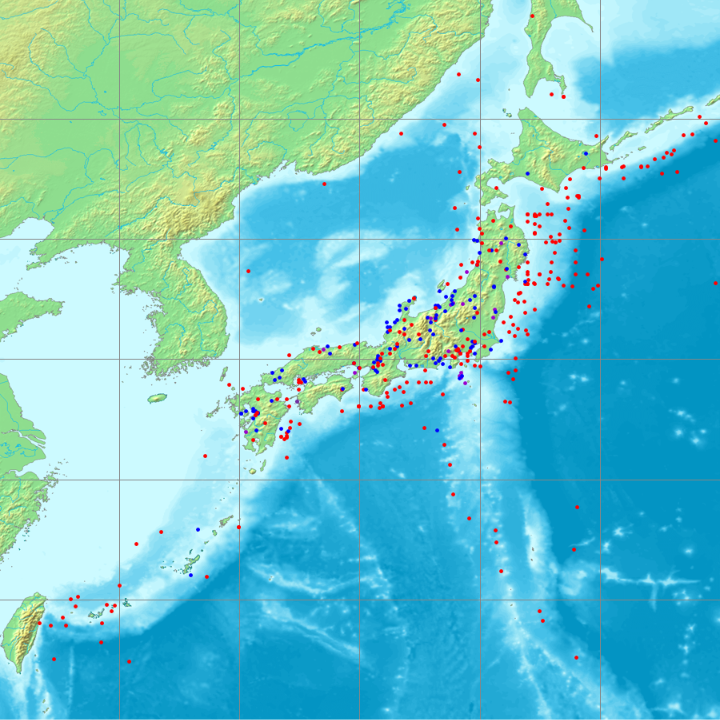
日本の主な地震の震央。赤はM 7以上、青は死者有り、紫は最大震度6以上。（2013年2月10日作成）

日本における地震の対策と体制（にほんにおけるじしんのたいさくとたいせい）は、日本における地震（震災）への対策とその体制をまとめたものである。

## 地震対策とその体制
地震対策とその体制について、本節では、個人や家庭、地域や防災組織、学校、企業や法人、国・自治体・公的機関に分けて説明する。

### 個人・家庭

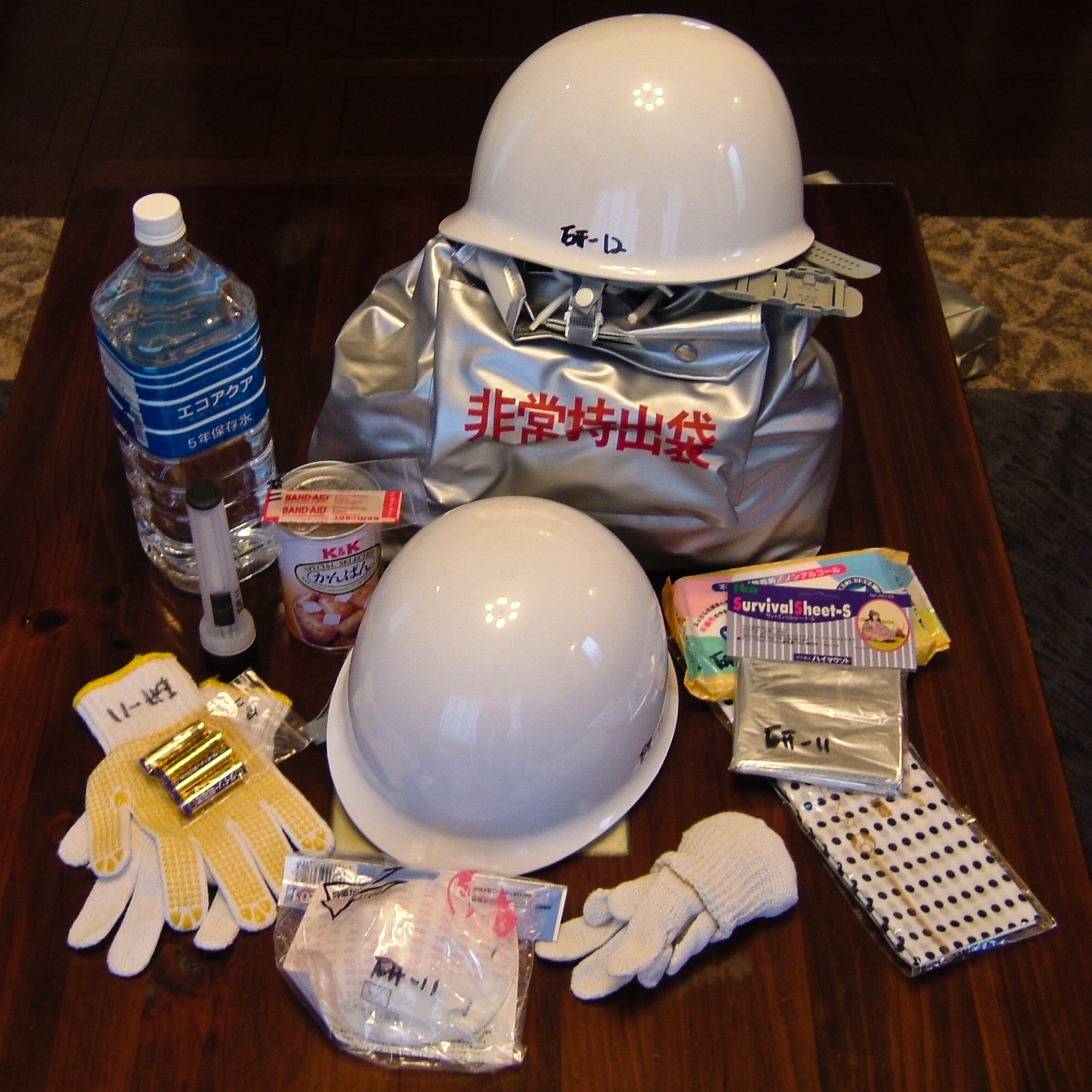
非常持出袋の中身の例（懐中電灯、非常食、簡易医療セット、衛生用品など）

文部科学省は2010年に退避行動の指針を示した。
推奨
- 外に出ない
  - 大きな地震が起こった直後の行動として、耐震性の高い建物内にいる場合は屋外に出ず、安全な空間に移動する。もし耐震性に難のある建物の場合は、安全な空間を通って慌てずに屋外へ出る。移動が困難なほどの強い揺れの場合は無理に行動せず、可能なら安全な空間に移動する[5]。
- 頭を保護する
  - 屋内においても屋外においても、（動ければ安全な場所に移動し、動けなければその場所で）手の届くところに本やクッションなどがあればそれを使うなどして、頭を保護する[6]。
- 非常口の確保
  - 余震で建物に歪みが生じ、戸やドアなどが歪んで開かなくなって脱出困難になることを防ぐため、大きな揺れが収まったらドアなどを開けて避難口を確保する[7]。

場合により推奨
- 机の下など安全な空間に移動する
  - 自分から近い場所に机がある場合、また他にも安全を確保できる空間がある場合、頭を保護しながら移動する[8]。タンスなど倒れにくい形状の家具に身を寄せることは従来から推奨されているが、固定されていない家具の場合はかえって危険である。万一の際に安全空間となるような措置を事前に措置を講じていない家具には近づかない[9]。

非推奨
- 火を消す
  - 「地震が起きたらまず火を消せ」という呼びかけが盛んに行われていたが、近年はこれが推奨されなくなっている[10]。これは、都市ガスは地震が発生すると各家庭へのガスの供給を遮断し、また多くのLPガス事業者も一定以上の揺れを検知すると自動でガスを遮断するマイコン内蔵のメーターを設置していることから、ガスレンジからの火災の発生のリスクよりも、火を消す際に熱せられた鍋ややかんが落下して火傷を負うリスクを避けるほうを重視するようになったためである[10][11]。特に北海道など寒冷な地域で暖房器具を使用している時期に地震が発生した場合は、揺れが収まったら早急に暖房の火を消して火災を防ぐ[12]。

現在居住される家屋でできる対策は、壁や筋交いを入れる補強などの事後措置に限られてくる。既設の住宅については、耐震診断や補強のための費用の一部が、自治体から補助される場合がある。家具の転倒を防止するために、家具自体を柱や梁に金具で固定してしまう方法がある。また、夜間に地震がある場合に備えてすぐ外に逃げられる部屋を寝室にし、転倒や落下のおそれのある家具も置かないようにするとより安全であろう。

### 地域・自主防災組織
地震による災害とその被害は、典型的には自然災害に分類され、対策を通じて被害を軽減する取り組みが古くより行われてきた。現存する耐震性の高い建築物や構造物がその時代の耐震技術を伝えている。また、地震の前触れや地震・津波への備えを謳った伝承や口承も残されてきた。しかし、19世紀から20世紀にかけての工業化、生活様式の変化、科学の発展といった様々な変化により、地震の被害やその対策は大きく様相が変化した。地震に強く復興が早いインフラ（生活基盤）の整備が求められるようになり、建物の耐震性能が法的に義務付けられ、地震被害の多い地域では耐震化などの対策が進んだが、人口や政治経済が集中する都市での地震対策が重要な課題となった。また、大規模な地震被害が発生するたびに、行政の対応、避難者の生活、復興支援など、次々と課題が生まれている。
地震発生時の避難場所として、各自治体により地域の公園や学校などが指定されている。
地域住民が協力し合って大地震などの災害対策に取り組むのが自主防災組織である。家庭単位では対応が困難な大災害が発生した場合には、住民同士が助け合って（共助）被害の軽減を図る。自主防衛組織はしばしば町内会単位、あるいは町内会の下部組織、もしくはマンション単位、学区単位で構成され、災害発生時はもちろん平時にも防災活動を行っている。自主防災組織は、出火の防止や初期消火、住民の救出や避難誘導、負傷者の救護、食事や飲み水の配布、情報の収集や伝達といった対応を自主的に行う。被害が広範囲に及ぶような大地震では、行政や公的機関による救助や支援活動（公助）には限界があることから、自主防災組織の重要性・必要性が指摘されている。
南海トラフ巨大地震で生じた津波は、地域によっては早ければ5分で住宅地に到達する。高齢などで避難時に援助が必要となる人（要援護者）の多い地域では、近隣の世帯で言わば「防災隣組」をつくり、地震が起きたら行政からの情報を待たず互いに声を掛け合い、要援護者も含めてグループで避難することで、津波による死者を減らすことが期待できる。

### 学校
2014年（平成26年）3月に中央防災会議が作成した『大規模地震防災・減災対策大綱』においては、小学生や中学生の世代は「今後、地域防災の主体を担い、防災活動に大きな役割を果たすこととなる」と表現され、大地震や津波に関する知識や発生時の対応、地域での貢献などについての組織的かつ体系的な防災教育の必要性が謳われている。災害発生前から学校全体で防災意識を高める取り組みを続け、実際の災害時に児童・生徒が全員無事に避難できた例として、東日本大震災における岩手県の釜石市立鵜住居小学校、釜石市立釜石東中学校のケースがある。学校の校舎が明治・昭和の両大津波の浸水区域や想定浸水区域の外にあるにもかかわらず、より安全な場所へと避難場所を3回変え、避難中の保育園児や高齢者を助けながら、地震発生時に学校にいた児童・生徒は全員が高台に避難した。釜石市内全体でも児童・生徒の多くは無事であった。この出来事は「釜石の奇跡」として広く知られることとなった（津波てんでんこ#近年の実践例も参照）。
2014年（平成26年）3月に文部科学省の「学校施設の在り方に関する調査研究協力者会議」は、学校施設に関する津波対策や地域の避難所としての機能強化についての基本的な考え方や具体的な留意点などを取りまとめた。津波対策としては学校周辺に安全な場所がない場合は校舎の高層化や高台移転の検討、避難所としては3日分の非常食や簡易トイレなどの備蓄の推進、といった内容を挙げている。この報告を受け、文部科学省では幼稚園・小学校・中学校・高等学校・特別支援学校すべての学校施設整備指針を改定した。

### 企業
一般的に企業では、大地震をはじめとする大災害が発生し被災しても、社員の安全確保はもとより、社会的責任の観点から業務遂行や生産継続を一刻も早く再開することが求められる。東日本大震災の発生前から、政府や地方自治体は企業に対し事業継続計画 (BCP) の必要性を説明していた。BCPは、事業継続マネジメント (BCM) に基づいて運用すべきとされている。BCPを業務内容の変化に合わせて弾力的に運用し、非常時に備えた準備や訓練も実施して、確実な効果を発揮するように管理していくのがBCMである。BCPを策定していたある企業が大地震発生後も業務を継続できたとしても、その取引先が業務停止となった影響を受けて業務が滞ることも想定されるため、BCPは一企業だけではなくその取引先や顧客も策定するのが望ましい。中小企業であっても、BCPはサプライチェーン・マネジメントの観点からも避けて通れないものとなっている。
消防法令が定める用途・規模の事業所には、自衛消防組織の設置が義務付けられており、地震や火災の際の活動を計画しておくことが求められている。地震発生の際は、自衛消防組織が来客の避難誘導等にあたることになる。
商業施設では来所した一般客を避難誘導する訓練も重視されている。たとえば、東京ディズニーリゾート（千葉県）では開園時間前に、従業員の家族を一般客に見立てての防災訓練を実施している。会社内の事情を知らない人々が参加することにより、開園時間帯に地震などの災害が発生し一般客を対象に避難誘導などを行う状況に近い、実践的な訓練を行えるという。2016年2月には、閉園後の時間に東京ディズニーシーで大地震を想定した防災訓練を実施し、利用客約2,700人が参加している。

### 国・自治体・公的機関

#### 国
地震対策にあたる主な国の機関を挙げる。
地震調査研究推進本部
1995年の阪神・淡路大震災から、1995年7月に制定された地震防災対策特別措置法に基づいて設置された組織である（略称: 地震本部）。
地震に関する観測、測量、調査及び研究の推進について総合的かつ基本的な施策を立案することなどを目的としている（同法第7条第2項）。発足当時は、総理府に設置されていたが、中央省庁再編によって文部科学省へ移管された。本部長は文部科学大臣である。本部の下に政策委員会と地震調査委員会が設置されている。
政策委員会は関係各省庁の局長級幹部、地方自治体の長、学識経験者によって構成されており、各省庁の地震に関する研究及び調査観測計画の調整、予算配分の方針、調査の成果を社会に広報するための方針など審議している。定められた観測計画に基づき、強震計、高感度地震計、GPS連続観測点が全国に各1,000点ずつ整備された。この観測体制は世界随一である。また、地方自治体に交付金を配分し、活断層や地下構造の調査をさせている。
地震調査委員会では国立大学法人や国立研究開発法人などの研究者が毎月集まり、国内の地震活動の状況について検討し、評価文を毎回公表している。大地震が発生した場合には一両日中に臨時会が招集され、検討が行われる。また、地震調査委員会の下に設置される長期評価部会では、全国の97の主要活断層や主な海溝型地震についてその危険性を検討し、発生確率や規模などを公表している。同じく強震動評価部会では、長期評価部会での評価に基づき、それらの地震が実際に発生した場合の揺れの大きさをコンピュータシミュレーションによって試算した地震動予測地図を作成する作業を進めている。2005年3月末には全国を概観した地震動予測地図の第一版が完成し、表層地盤増幅率など、各地域で将来見舞われる地震動の大きさが把握できるようになった。これは「地震ハザードステーション」でも公開されている。
中央防災会議
災害対策基本法に基づいて設置された内閣総理大臣を長とする機関であり、事務局は内閣府である。
会議は内閣総理大臣、全ての閣僚、指定公共機関の長4名（2015年現在は日本銀行総裁、日本赤十字社社長、NHK会長、NTT社長）及び学識経験者5名によって構成されている。国の防災基本計画の策定や重要施策の決定、大規模地震対策特別措置法に基づく東海地震の地震防災対策強化地域の指定（2002年4月見直し）、東南海・南海地震に係る地震防災対策の推進に関する特別措置法に基づく地震防災対策推進地域の指定（2003年12月）などを行っている。地震のほかにも火山災害や風水害などの政策も担っている。
気象庁
気象業務法に基づいて地震観測を行って、マグニチュードや震度などの地震情報を発表している。
また、東海地震予知のための地震防災対策強化地域判定会（通称: 判定会）を設置しており、気象庁が行っている前兆現象の観測結果から東海地震の発生が予知された場合には内閣に報告し、内閣総理大臣が警戒宣言を発令する。
- 地震調査研究推進本部が入る霞が関コモンゲート（右側）（東京都千代田区）
- 内閣府（防災担当）が入る中央合同庁舎第5号館（東京都千代田区）
- 気象庁（東京都千代田区）

なお日本では、過去に震災のあった日を記念日に定めており、国民の防災意識を高めるためのさまざまな行事を実施している。
- 防災の日：9月1日 - 1923年（大正12年）9月1日に発生した関東大震災（1960年（昭和35年）6月17日閣議了解）
- 津波防災の日：11月5日 - 1854年12月24日（嘉永7年11月5日）に発生した安政南海地震における「稲むらの火」の故事にちなむ。津波対策の推進に関する法律（2011年（平成23年）6月24日施行）で制定[36]
- 防災とボランティアの日：1月17日 - 1995年（平成7年）1月17日に発生した阪神・淡路大震災（1995年12月15日の閣議了解）
- 防災とボランティア週間：1月15日から同月21日まで -（1995年12月15日の閣議了解）

#### 自治体
地震による被害が発生した場合、救助・救急や火災の消火活動を行うのは主に市町村の消防本部と消防団である。自治体による地震対策の1つとして、消防本部や消防団における、地震時の対応を想定した装備・設備の改良や訓練等が挙げられる。また、消防により定期的に行われている広報活動を通じて、地震への対策を市民に呼び掛ける手法も多用される。
自治体による防災活動の一環として、例えば耐震性の低い建物・構造物の調査・補修など、地震災害の危険箇所を調査してその対策を講じることも求められる。また、耐震性や危険箇所の情報公開を行うなどの対策も必要とされている。
一次避難場所・広域避難場所・避難所等の設定を行うのも自治体であり、その責任を負っている。また、それに関連して防災倉庫等を設置することも求められる。

#### 公的機関
地震対策にあたる主な公的機関を挙げる。
地震予知総合研究振興会
地震予知と防災に関する研究を目的として、1981年1月22日に設立された公益財団法人。下部組織に地震防災評価機構、地震調査研究センター、東濃地震科学研究所がある。
地震予知連絡会
国土交通省国土地理院に設置されている。地震予知に関する観測データや研究成果などの情報交換のために設置されている。国立大学法人北海道大学、東北大学、筑波大学、東京大学、東京工業大学、名古屋大学、京都大学、九州大学、統計数理研究所、国立研究開発法人防災科学技術研究所、国立研究開発法人海洋研究開発機構、国立研究開発法人産業技術総合研究所、海上保安庁、気象庁、国土地理院から選出された30人の委員及び若干名の臨時委員と名誉委員から構成される。
地震・火山噴火予知研究協議会
東京大学地震研究所に1978年に設置された機関である。東京大学の機関であるが、「地震予知のための新たな観測研究計画の推進について」という建議に基づき、各国立大学で行われている地震予知研究の方針、観測計画や予算に関する調整を大学間で行っている。大地震発生時の緊急対応のほか、政府と大学の間の窓口としての役割も担っている。2007年現在、国内の各地域を分担するように、北海道大学・弘前大学・東北大学・東京大学・名古屋大学・京都大学・高知大学・九州大学・鹿児島大学によって運営されている。

## 大規模地震の事前の対策

### 想定

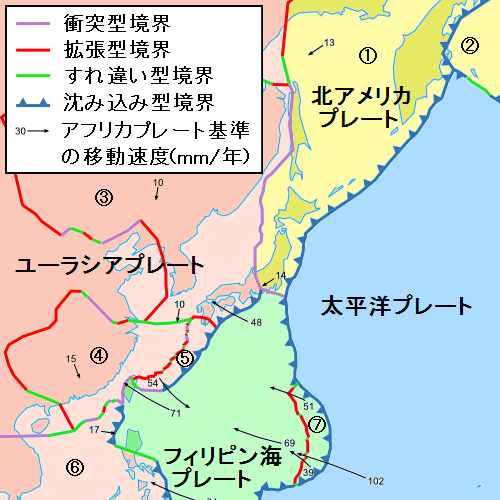
日本列島周辺のプレートの分布

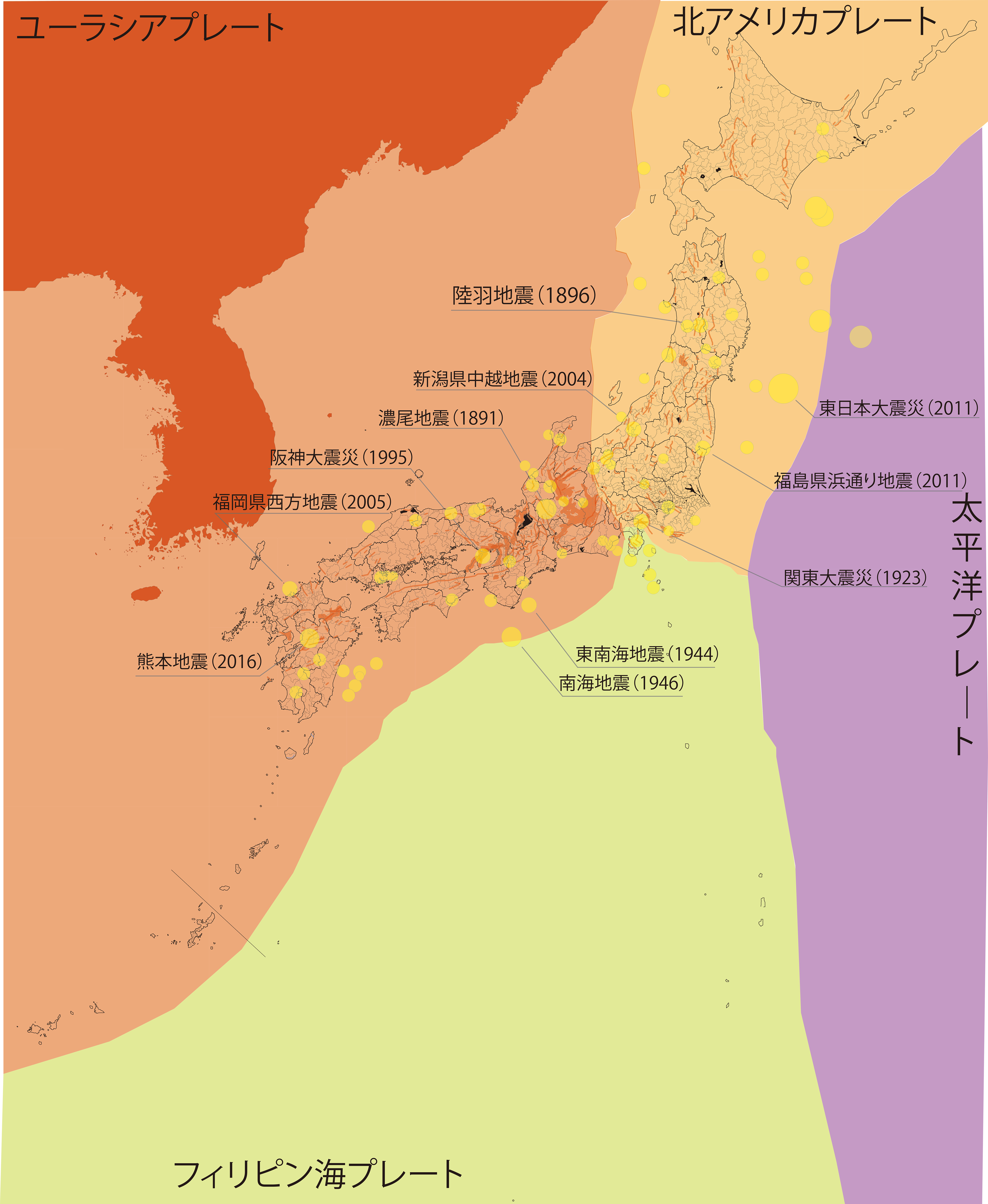
日本列島周辺のプレート境界と主な地震および活断層

日本では、地震に対する防災対策を進めるために調査観測体制がとられ、地震調査研究が行われてきた。
想定は、過去の歴史地震による。今後起こりうる南海トラフ巨大地震などの大地震やそれに伴う津波の規模、被害範囲などを想定することは非常に難しく、想定した規模が実際に起こる最大規模の地震・津波であるとは言い切れない。

#### 地震予知
地震の発生を予知する研究は続いているものの、地震が発生する場所や日時を厳密に予測することは不可能だとされている。百年から千年といった間隔で起こる大地震の場合、震源域では地震発生前に地殻変動が観測されるものの、数日から数か月といった近い将来の地震発生の予測に結びつけることは困難である。また、地震予知の誤りは社会や経済に混乱を引き起こしかねない。

#### 活断層の地震発生確率
日本列島には2,000以上の活断層があるとされる。阪神・淡路大震災の後に政府の地震調査委員会が全国約180か所の活断層の地震発生確率を公表したが、未確認の活断層もあって予測には不確実さがある

。活断層の活動間隔は数千年から数万年であるため、地震の発生が迫っていても30年から100年という短い期間での発生確率は低くなることから、あくまでも目安ととらえるべきだとされている。

#### 被害想定
2012年（平成24年）3月の参議院予算委員会公聴会において、藤井聡（京都大学大学院）は西日本と首都圏で震災が発生した場合の被害額の推計として、東日本大震災発生前に中央防災会議が試算していた、112兆円から350兆円という数字を挙げている。

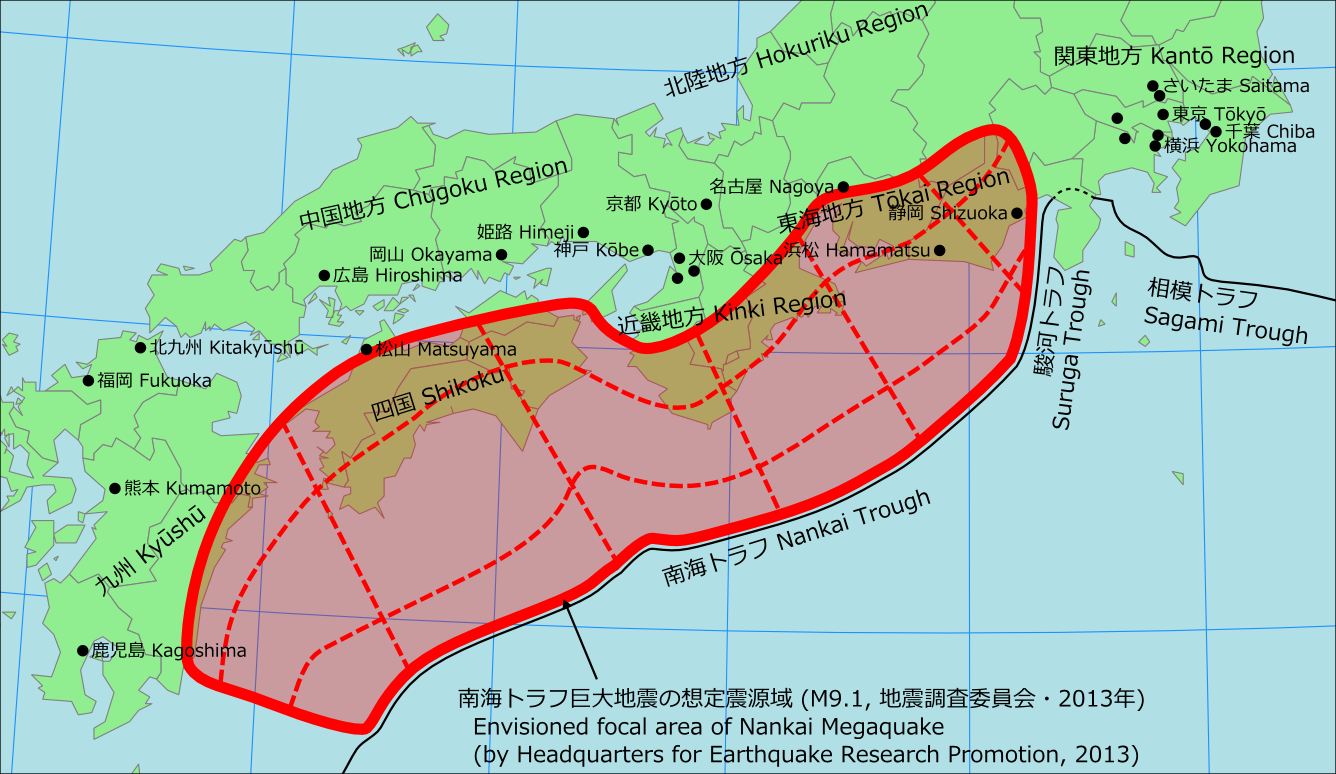
M9.1の最大規模の南海トラフ巨大地震の想定震源域（2013年、地震調査研究推進本部 地震調査委員会）

2012年8月には、内閣府より南海トラフ巨大地震の被害想定が公表された。最悪ケースでは、死者約32万人、負傷者約62万人、要救助者約34万人、倒壊・焼失約240万棟に上る。最小想定でも死者約3.2万人、全壊・焼失棟数約94万棟と見込まれる。津波については、最大高34m、浸水面積は浸水深さが微弱以上で最大約1,000平方kmとされた。
その後、2013年3月に内閣府より詳細な被害想定が公表された。被害総額は最大ケースの想定で約220兆円（内訳は建物とインフラで約170兆円、経済活動での損失が約45兆円、道路や鉄道の不通による損失が約5兆円）と見込まれた。人的被害では最大想定で、断水被害人口約3440万人、下水道利用困難人口約3210万人、停電約2710万軒、避難者最大約950万人、避難所収容必要数約500万人、エレベーター閉じ込め被害約2.3万人、帰宅困難者はピーク時で約1000万人、被災する可能性のある人口は総計約6800万人となった。ほか、固定電話の通話不可約930万回線、都市ガス供給不可約180万戸、災害関係廃棄物（がれきなど）約2.5億トン、津波による堆積物（土砂など）約6千万トン、道路施設被害約3-4万か所（いずれも最大想定被害）などとされた。

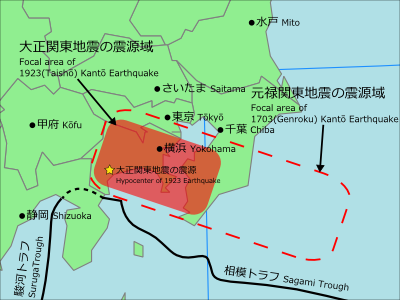
1923年大正関東地震（赤塗りの領域）と1703年元禄関東地震（赤点線内の領域）の想定震源域（地震調査委員会、2004年）

2003年、ミュンヘン再保険は、世界各国の大都市における自然災害リスクについて評価し、東京と横浜を最もリスクの高い都市だと発表している。これらの都市を襲う南関東直下地震（首都圏直下地震）については中央防災会議が2012年7月に「首都直下地震対策は、我が国の存亡に関わるもの」と謳っている。予想される最大被害は、死者約1.1万人、負傷者約21万人（うち重傷者約3.7万人）、家屋の倒壊や火災による損失約85万棟、被害額約112兆円。帰宅困難者約650万人。
ほか、北海道太平洋沖の千島海溝での大地震に関しては、「 日本海溝・千島海溝周辺海溝型地震に係る地震防災対策の推進に関する特別措置法（平成十六年法律第二十七号）」が制定されている。

### 建築物等の耐震化

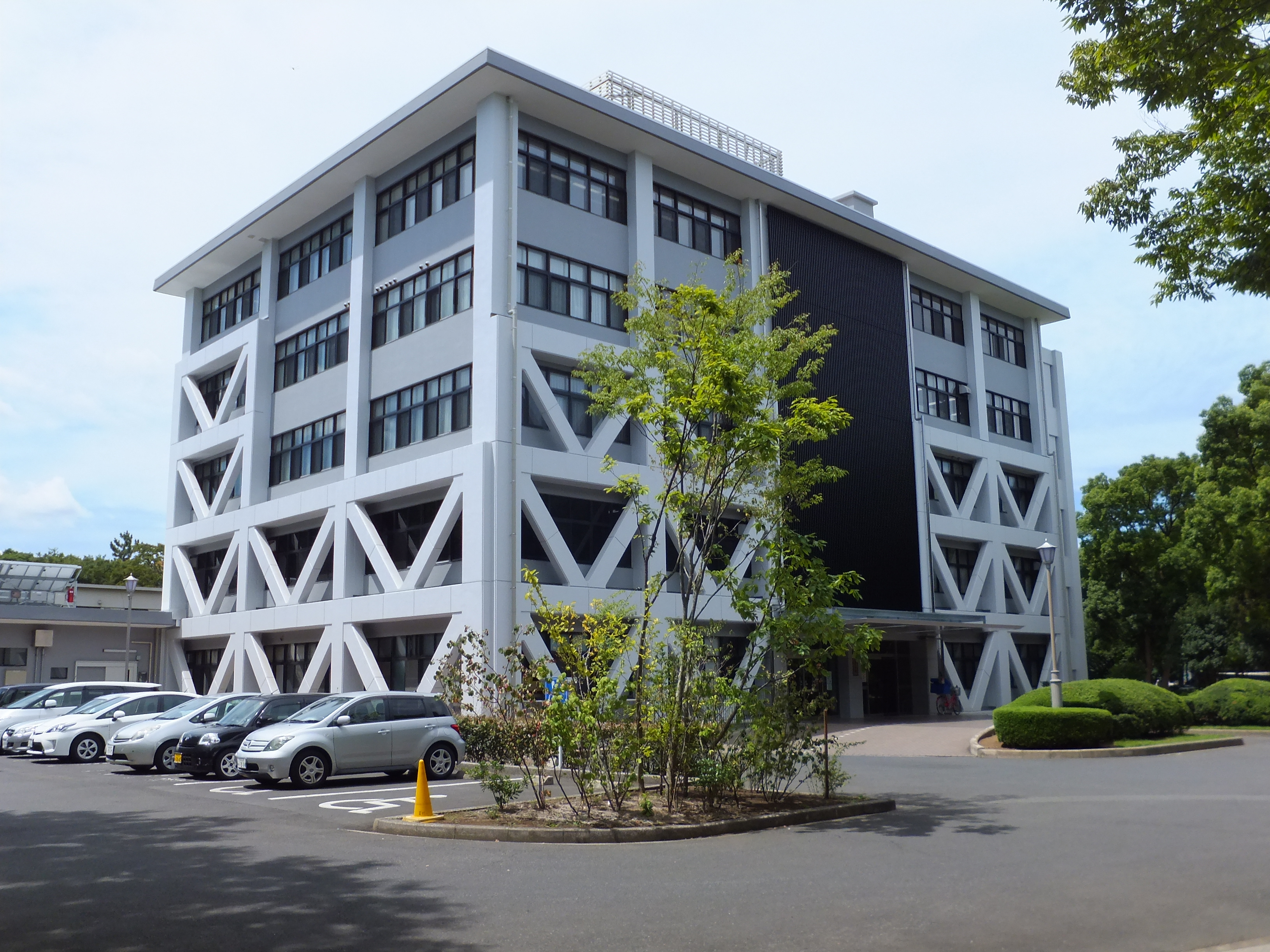
耐震補強工事の例。千葉大学事務局（2013年7月撮影）

2013年11月に改正耐震改修促進法が施行され、特定建築物の耐震診断と公表が義務づけられた。1981年以降の耐震基準を満たす建物を、2015年をめどに全体の9割まで増やすことが目標である。このうち、病院・旅館・福祉施設・学校といった多くの人が利用する施設で一定の規模以上のものなどは、2015年末までに耐震診断を受けることが義務づけられた。該当する建物は2013年現在で約4,000棟と見込まれている。

### 安全な地域への誘導
目黒公郎（東京大学）らの研究によれば、2008年現在、活断層（総延長約10,300km）の周囲0.4km以内に住む人は全人口の2.3%に過ぎないという。研究では、大幅な人口減少によって空いた地域を活用し、地震や津波の被害のリスクが高い地域に住む人々を安全な地域に誘導することを提言している。

### 防災訓練と防災力の向上

#### 防災訓練

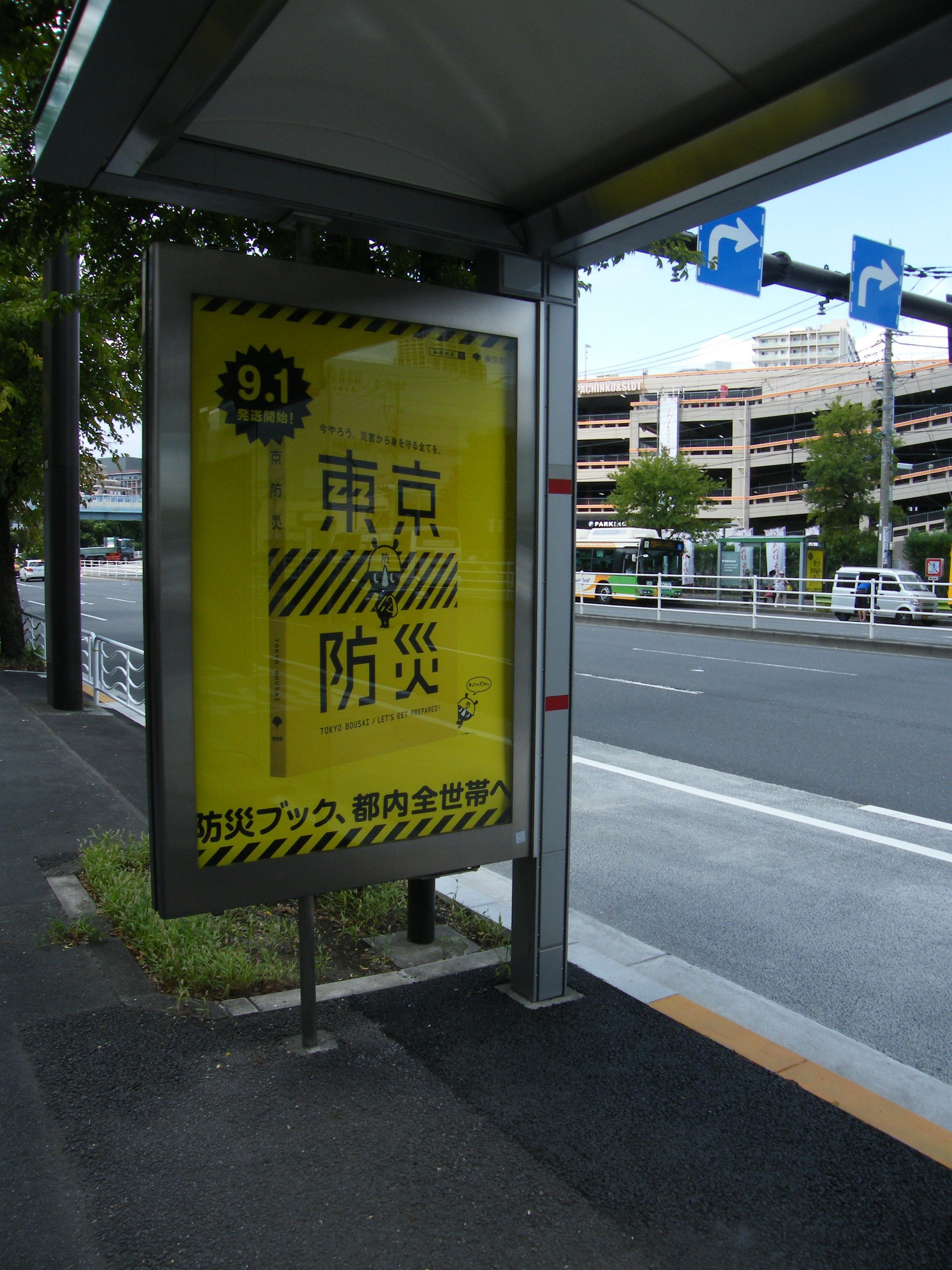
東京都内のバス乗降場に貼り出された、防災ブック『東京防災』の広報ポスター（2015年9月撮影）

国や地方自治体、関係機関には、個人や地域を対象とした防災研修や防災関係の資格制度の充実化が求められている。発災時に自力での脱出が困難な人を地域住民で救出したり負傷者に応急処置を施したりする実践的な防災訓練や、過去の大災害に基づく教訓を語り伝える活動といった防災教育の推進も求められている。
また、国や地方自治体、関係機関には、住民や企業等への防災情報の提供が求められている。想定される被害や、非常食や日用品の備蓄の必要性、家屋などでの地震対策の勧めについて、パンフレットやマニュアルを作成・配布したり役所窓口やホームページなどで説明するなどして啓発を行なうべきとされている。東京都の場合は、2015年9月に都内の各家庭に対し、防災ブック『東京防災』の配布を開始した。首都直下地震などさまざまな災害についての情報を提供し、災害への備えを万全にしてもらうことが狙いである。

#### 備蓄
大地震の影響で平時のような食事が用意できなくなる事態に備えて、各家庭での災害食・非常食の備蓄が推奨されている。最低3日分、可能なら7日分（1週間分）を備蓄するのが望ましい。1人分の7日分として、飲用水21リットル、アルファ米や即席ラーメン、ビスケットといった主食類を21食、肉や魚の缶詰、レトルト食品、乾物といった主菜類を21食（以上は必須）。ほかに梅干しや海苔、野菜の缶詰やジュース、即席の味噌汁やスープといった汁物、さらに果物の缶詰やジュース、調味料、嗜好品も備蓄する。非常食として特別に確保せずふだん購入している食品を多めに買い置きしたり、消費しながら買い足していくのも良い。熱源としてカセットコンロも用意しておく。非常食は水分が少ない物や味の濃い物が多く、喉が渇きやすくなるため、飲用水を最優先に備蓄するのが望ましい。しかし、キリンビバレッジが2013年に実施した調査によれば、家庭において飲用水のストックをしているのは調査対象の約半数であり、大地震発生後から救援が届くまでの3日間に必要だとされる、1人10リットル以上の備蓄をしている家庭は調査対象の約4%であった。
非常食は家の1ヶ所にまとめて置かずに分散して保管し、津波被害の予想される地域では2階にも保管するようにする。大規模災害が予想される地域に住んでいる場合、避難時に持ち出す最小限の非常食だけを自宅で保管し、残りの分は離れた地域に住む親戚などに預けて発災後に届けてもらう方法も考えられる。
経済産業省は、「日常のトイレットペーパーとは別に、1ヶ月分余分にトイレットペーパーを備蓄」することを推奨している。東日本大震災では被災地のみならず全国的にトイレットペーパー不足が発生したこと、トイレットペーパーの約40%は静岡県で生産しており東海地震等が起こると深刻な供給不足となるおそれがあることを理由として挙げている。

### 津波対策
2014年（平成26年）8月開催の「第8回 日本海における大規模地震に関する調査検討会」での報告によれば、日本海側で津波を引き起こす原因となる断層で大地震が発生した場合、30cmの高さの津波が沿岸の6道県15市町村には発震後1分以内に、14道府県の82市町村には10分以内に到達する（最大高の津波の到達時間は異なる）と予想されている。文部科学省は、日本海側の防災対策策定のために「日本海地震・津波調査プロジェクト」（2013年-2020年度）で日本海側の沖合や沿岸の地下構造の調査を実施している。
防潮堤は、津波を防ぎきれるわけではないが、避難時間を確保するなど内側の地域の被害を軽減することができる。津波到達前に地震動で壊れることのないよう、海岸堤防への耐震対策が求められている。
東日本大震災では、水門を閉める作業にあたった消防団員の多数が津波の犠牲となった。水門は津波のおそれがある場合に何らかの方法で閉鎖する必要があるが、全国（岩手県・宮城県・福島県を除く）の水門等約1万か所のうち、遠隔操作や自動で閉まるものは、2012年3月末で6%である。自動化できない水門は常時閉鎖としたり、地震発生時に閉鎖作業にあたる人の安全を確保できる体制を整えるなどの対策が必要であろう。
- 静岡県焼津市、津波緊急待避施設（2006年11月撮影）
- 仙台空港の1階ロビーの柱に表示された、東日本大震災での津波の浸水高（2013年7月撮影）
- 千葉県館山市、元禄地震が再来した場合に想定される津波の高さを示す標識（2015年5月8日撮影）

### 土砂災害・地盤対策
2012年10月、防災科学技術研究所が、表層地盤増幅率が2.0以上（特に揺れやすい）である地域に住む人口が約2200万人であるとする分析結果を発表した。分析によれば、30年以内に26%以上の確率で震度6弱以上の揺れに襲われる地域に居住する人口は全人口の4割強にあたる約5300万人で、3%以上の確率であれば8割の約1億人であるという。

### ライフラインとインフラの確保対策

#### 水道

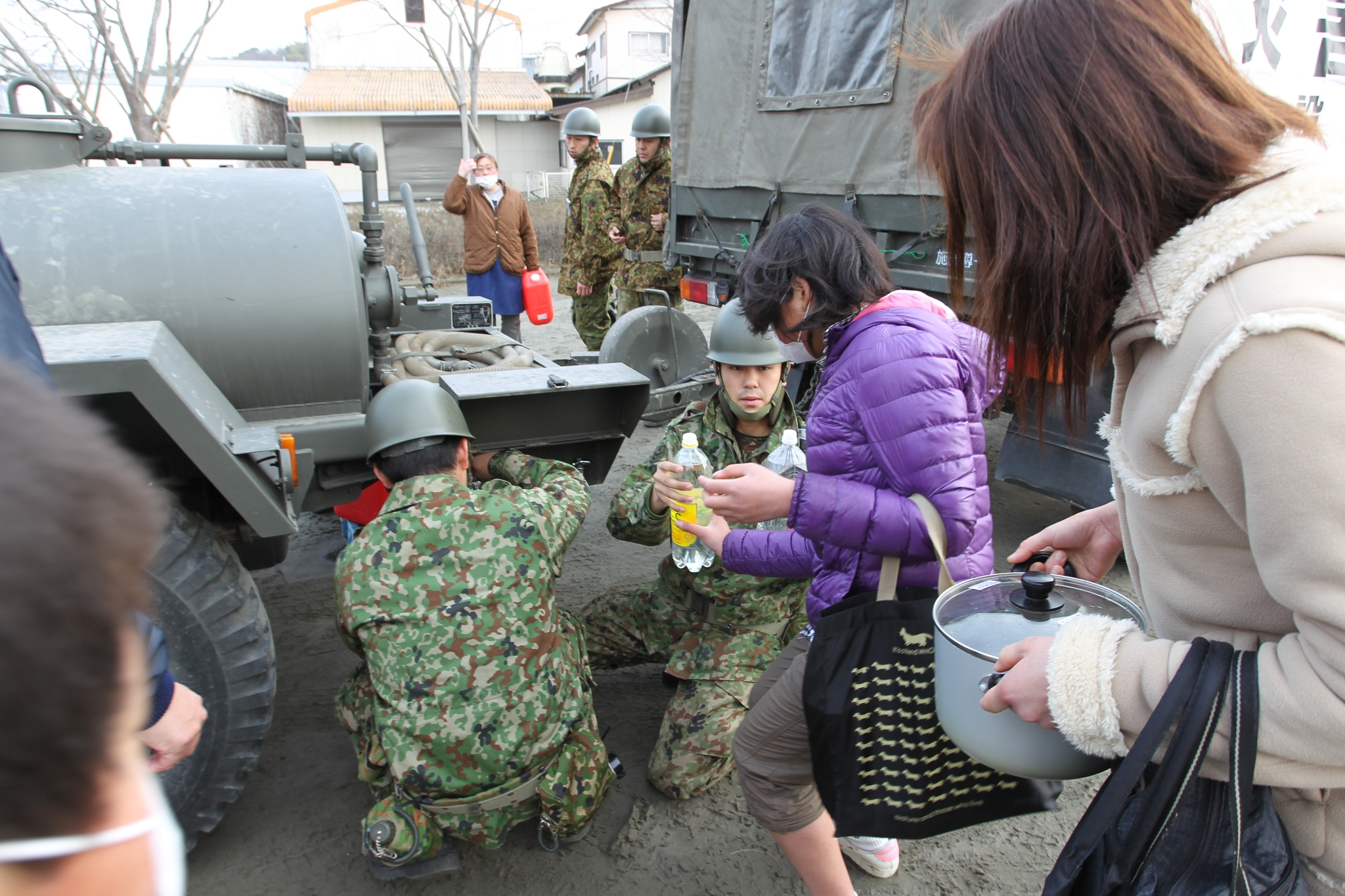
陸上自衛隊の東日本大震災災害派遣活動、断水地域での給水支援（2011年3月15日、陸上自衛隊撮影）

2013年3月に公表された南海トラフ地震の被害想定における、上水道の給水人口に対する断水人口は、地震発生直後は東海地方の3県（静岡県、愛知県、三重県）で約6-8割、四国の4県（徳島県、香川県、高知県、愛媛県）で約7-9割、九州の2県（大分県、宮崎県）で約9割と見込まれた。地震発生から1ヶ月後では、東海3県で約1-2割、四国で約1-2割、九州2県で約1割が断水したままである。
大地震による断水に備え、各自治体では、住民に給水するための給水拠点を地域ごとに設置したり、避難場所に災害時用の井戸を設置したりするなどの対策を行っている。また、東京都が2015年に策定した「東京水道施設整備マスタープラン」のように、上水道の耐震化を進める例もある。東京都の場合はたとえば、管路の耐震継手率は2015年現在は35%だが2022年度までに59%に引き上げる。これにより給水の復旧見込みも2015年現在の30日後を2022年度までに16日後に短縮する。また大規模停電時における給水確保率58%を2021年度までに100%に、優先避難所・主要駅へ給水する管路の耐震継手率31%を2019年度までに100%に、ろ過池耐震施設率76%を2018年度までに100%に引き上げることを目指している。
家庭での断水対策として、1人1日3リットルの3日分で9リットル程度の飲用水の備蓄が推奨されている。このほか、ペットボトルやポリタンクに水道水を貯めておいたり、浴槽にいつも水を張るなどして、日常生活に必要な水を確保しておくことも勧められている。企業などでも、飲用水を備蓄するほか、受水槽や貯水槽の容量の見直し、地下水や雨水の利用といった対策が考えられる。また、社屋で水冷却式の空調設備を使用している場合は空冷方式への変更も検討課題となろう。

#### 下水道

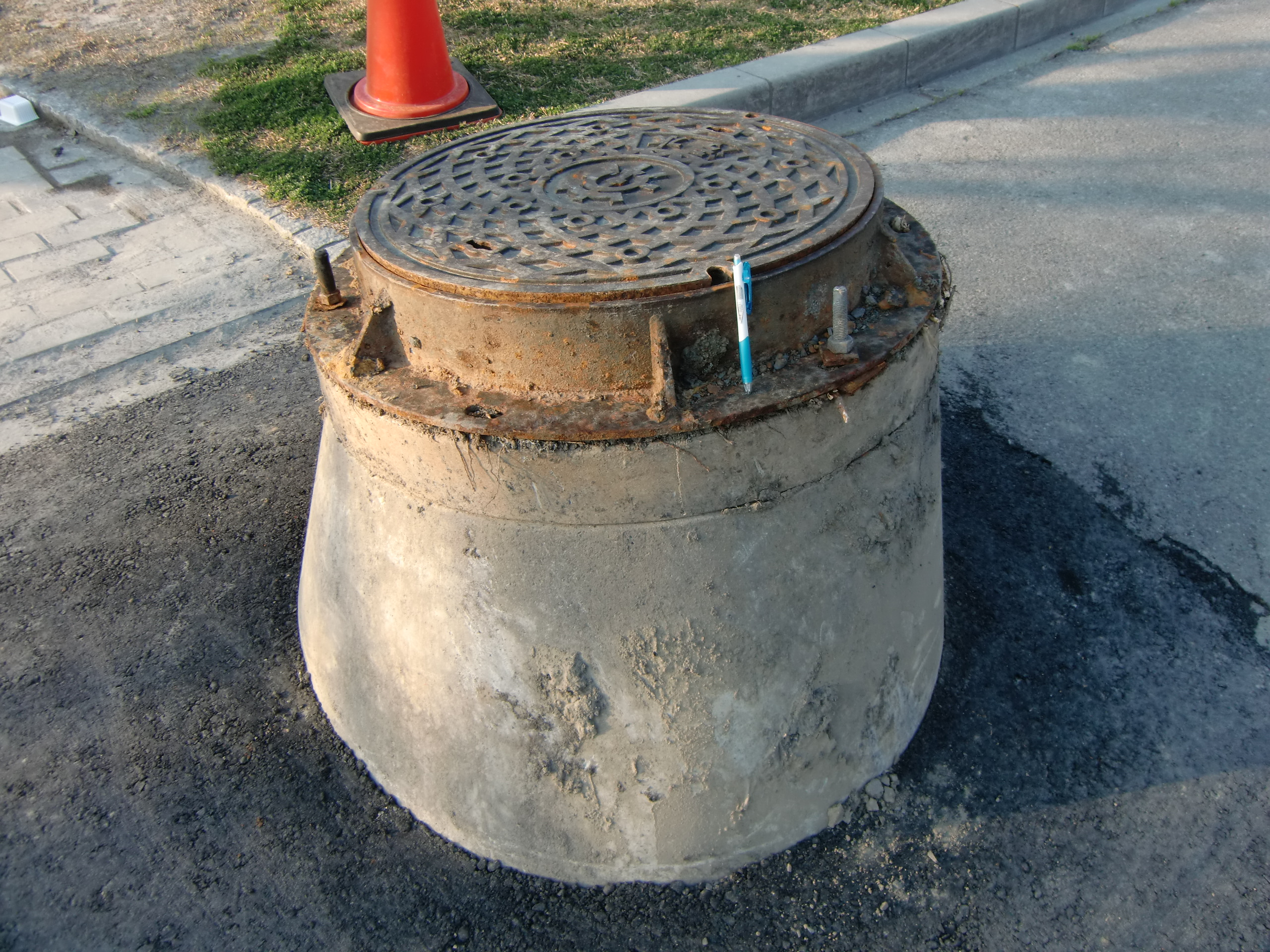
東北地方太平洋沖地震の地震動により浮き上がったマンホール（千葉県浦安市、2011年4月1日撮影）

下水道はインフラの中で水道に並ぶ重要性を持つ。各家庭等からの生活排水・汚水を排除して公衆衛生を保ち、汚水を処理して周辺地域の水質を保全する。さらに、雨水を排除して浸水被害を防ぐ機能もある。ところが下水道が地震で被災しても、水道や電気・ガスのような代替手段・方法を確保することができない（トイレそのものは簡易トイレ等で代えられるが、汚水や生活排水を排除・処理する機能を代替するものはない）。また、下水管は道路に埋設されたり河川や鉄道路線を横断したりしており、下水管の破損が二次被害を招く可能性もある。汚水が市街地に溢れることで、感染症の発生や上水道の水源の汚染のリスクも考えられる。
東日本大震災では、沿岸部にあった下水処理場やポンプ場が津波で被災して汚水処理ができなくなる事態が発生した。同じく東日本大震災では、千葉県浦安市で大規模な液状化現象によって市内の下水道の管渠の8%以上に被害が生じ、下水道ポンプ施設の一部も停止して、1万戸以上が下水道の使用制限を受ける事態となった。液状化については、新潟県中越沖地震でも新潟県内で下水道の被害が発生したが、その3年前の新潟県中越地震で被災して耐震工事を施していた下水道では被害がみられなかったという。下水道設備の耐震化には長い期間を要し、多額の費用もかかる。したがって、耐震化による防災だけでなく、被害をできるだけ減らす減災をも考慮した地震対策が必要となる。大村達夫（東北学院大学）は、耐震化だけではなく簡易処理施設を避難拠点近くに分散設置することが大事であるという。

#### 通信
大地震による災害時には、各電話会社により、電話など通信の混雑への対策として災害用伝言ダイヤルが設置されるなどしている。災害用伝言ダイヤルは、直接の被災者を対象として設計されている。携帯電話・PHSにおいても災害用伝言板サービス等の同様のウェブ上サービスがある。また、自治体や民間が協力して臨時災害放送局を設置し、被災者への情報提供が行われた例もある。

#### エレベーター
国は2009年9月に建築基準法施行令を改正し、新設エレベーターに安全装置の設置を義務づけた。この装置により、一定の地震動を検知するとエレベーターが最寄りの階に停止し自動的に扉を開くなどして、利用者のエレベーター内への閉じ込めを防ぐことができる。2012年度には、既設のエレベーターへの対策を進めるため国が直接改修費を補助する「既設昇降機安全確保緊急促進事業」が実施された。
また、閉じ込めに備えて、エレベーター内に飲用水や乾パン、簡易トイレなどを収めた備蓄ボックスを設置している例もある。たとえば東京都港区は、区所有の156施設にある約300基のエレベーターに備蓄ボックスを設置するため、2012年度に約1450万円の予算を計上した。

### 長周期地震動対策
長周期地震動については、2003年十勝沖地震による被害（苫小牧市にある石油タンクでスロッシングによる火災が発生）で広く知られるようになり、その対策が始まった。
2015年12月、国は南海トラフ地震による長周期地震動の揺れの想定を公表した。検討の対象となったのは、過去三百年以内に発生したM8クラスの地震5つと、これらの地震から推定したM9クラスの最大規模の地震である。国土交通省は2015年に、南海トラフで百数十年に1回程度の頻度で発生する大地震の影響を受けるとみられる関東などの地域に建設する、高さ60mを超える建物や免震構造を備えた建物の設計にあたっては、構造計算の基準において「少なくとも周期 0.1 - 10 秒の成分を含み、継続時間が500秒以上の長周期地震動を用いる」とする方針を出した。また既存の建築物に対しても、安全性の再検証や必要な補強の実施を求めた。

### 液状化対策
また、国土強靱化の一環として、国は2013年からコンビナートの地震対策を進めている。コンビナートは1964年新潟地震以前の液状化対策がされていないものが多い。全国約80か所の半数の約40か所が地震・津波危険地帯の東京湾、伊勢湾、大阪湾、瀬戸内海に集中するため、同年よりこの4地域の重点調査を開始している。調査費は200-300億円、対策費は1兆円と見込まれる。
- 東北地方太平洋沖地震における液状化現象の発生地点。清水建設のまとめによる。
- 1964年に発生した新潟地震による液状化で大きく傾いた県営川岸町アパート

### 防災情報対策
国や地方公共団体には、災害の情報や被災地地域の状況を的確かつ迅速に把握

し、関係機関と状況を共有して連携して対応にあたることが求められている。また、情報を即時かつ直接配信できる、インターネットのホームページやソーシャル・ネットワーキング・サービス (SNS) を活用しての情報提供についてもあらかじめ検討しておく必要がある。
東日本大震災ではインターネットや携帯電話での情報交換が注目されたものの、こうした通信機器の利用を苦手とする人は今なお少なくない。災害情報の提供手段としてインターネット等が主力になっていくと「情報弱者」が「社会的弱者」になりかねない。避難所に情報提供のためインターネット端末を置く場合は銀行の現金自動預け払い機の画面のようなわかりやすいユーザインタフェースにするなど、誰でも情報が得られる工夫も必要になるだろう。

### 重要な情報の保存
2014年現在、日本のデータセンターの70%が関東地方にあるという。データセンターは建物を免震または制震構造としているが、首都直下地震が発生し大規模な停電が起きると機能を停止してしまう。停電に備えて自家発電装置もあるが、おおむね72時間で発電機の燃料がなくなると言われている。そうした事態に備えて、データセンターのデータは遠方の別のデータセンターにバックアップされているが、センターによってはバックアップを1日1回しか実施せず、そのため地震発生前の最後のバックアップ分までしか残せない可能性がある。また、データセンターのデータの利用者は、関東地方のデータセンターから遠方のデータセンターに切り替えれば直ちに業務を継続できるが、首都直下地震の影響で電話線や光ケーブルが切断されている地域の利用者はデータセンターに接続できないという問題がある。
東日本大震災では戸籍データが津波で消失・滅失した事例があった。岩手県の陸前高田市と大槌町、宮城県の女川町と南三陸町で、津波による浸水で庁舎内にあった戸籍システムのサーバが水没し、磁気データとして記録されていた戸籍、計38,622件が失われた

。震災のあった時点では、戸籍データは磁気テープに記録されたその副本が市区町村から管轄法務局に年1回送付されていた。法務局は副本に基づいて戸籍の再製データを作成して4市町に提供し、4市町において戸籍の再編が行われた。副本データは震災の前年の3月分までしか残っていなかったが、前年4月以降に提出された婚姻届や出生届などで補ったり、住民に自己申告するように告知するなどした。このように東日本大震災では副本データによって戸籍を再編することができたが、データがバックアップされていなかった部分の再編には時間と労力を要した。また、市区町村庁舎と管轄法務局が同時に被災すれば、戸籍データが正本も副本も滅失する事態が考えられた。そのため、法務省は2013年（平成25年）1月に戸籍法施行規則の一部を改正し、市区町村で更新された戸籍の副本データを遠隔地にある戸籍副本サーバに送信することとした。副本データはセキュリティ性の高い総合行政ネットワーク (LGWAN) を利用して毎日送信される。管轄法務局
は副本データを保管せず、遠隔地のサーバに保管された市区町村の副本データを管理することとなった。運用は2013年9月から始まった。なお、以上は戸籍がデータ化されている市区町村についての説明であり、戸籍のデータ化を行っていない市区町村では異なる対応となる。
法務省は2013年に、首都直下地震などの大規模災害時にも日本各地にある所管施設（法務局、検察庁など）を相互に結ぶネットワークを維持するべく、通信回線の二重化を図ることとした。情報の暗号化のために、法務省や所管施設間の通信は首都圏にある法務省の特定の施設を必ず経由していたが、大災害で首都圏の特定の施設や通信網が被災すれば、たとえば九州内の異なる施設同士でも通信ができなくなる。そのため、首都圏から離れた関西地方などに、首都圏の施設と同等の機能を備えた施設を併設することで、一方が被災しても一方が稼働して引き続きネットワークを運用できるようにする。

### 応援計画
2014年6月の総務省の調査によれば、岩手・宮城・福島の3県を除く44都道府県と抽出した168市町のうち、都道府県の66%、市町村の93%が被災地に地方自治体が職員を送るための応援計画を作成していなかった。総務省は、2012年9月に「防災基本計画」を修正し応援計画の作成を求めたが進捗していない旨を指摘した。また支援物資を一時集積する拠点を選定していないのが都道府県で20%、災害時に優先して燃料の提供を受ける協定を結んでいないのが、都道府県の18%市町村の38%だった。

## 地震発生の警報と告知

### 地震警報システム

緊急地震速報のしくみ

地震が発生したのを即座に関知し日本中に知らせる地震警報システムとして、緊急地震速報がある。震源に最も近い地震計がP波（初期微動）を感知するとそれを気象庁に伝え、気象庁は予想される地震の規模や震度4以上の揺れに見舞われる地域を自動計算して直ちに日本中に緊急地震速報を発信する。これにより、S波（主要動）が到達する数秒から数分前には地震発生を知ることができる。2004年2月に一部地域での試験運用が始まり、2006年5月に先行提供開始、2007年10月からは一般に向けての提供とNHK・民間放送局での緊急地震速報の放送、および全国瞬時警報システム（Jアラート）の運用が開始された。。文部科学省は、2012年度（平成24年度）からの3年間で、国公私立の幼稚園と小中高校約5万2千校に緊急地震速報の受信端末を整備している。携帯電話やスマートフォンで速報を受信するサービスとしては、2007年12月にNTTドコモがエリアメール、2008年3月にauが緊急速報メールの提供を開始し、他会社も追随した。防災行政無線が緊急地震速報を住民に知らせている市区町村もある。直下型地震の場合は緊急地震速報の受信が間に合わないこともあるが、主要動が到達する前に、室内なら机の下などの安全な空間に入ったり、屋外では看板やブロック塀の側から離れたり、自動車の運転中であればゆっくり減速するとともにハザードランプで周囲に注意を促すといった対応をとることができる。
ほか、走行中の電車や新幹線に地震動が到達する前に地震発生を知らせて停止させるシステムとして、ユレダスとその後継の早期地震警報システムがある（その項参照）。また、コンピュータで地震や津波の情報を配信・共有するP2P地震情報などのソフトウェアや、感震計により強い揺れを観測した際に警告を発する手法もある。

### テレビ・ラジオでの告知
NHKでは、本震の最大震度が6弱以上の揺れを観測する地震の発生や、津波警報が発表された場合、国際放送（NHKワールド）を含むテレビ・ラジオのすべての番組を中断して、地震や津波の情報を伝えている（九波全中）。テレビでの地震情報は総合テレビ、衛星放送全チャンネル（衛星放送は震度3以上のみ）でテロップ表示を行う（教育テレビでも稀に表示されるが、NHKワールドでは一切表示していない）。ラジオではラジオ第1放送で該当地域のみ番組を中断し放送される（FM放送はラジオ深夜便の放送時のみに限られる）。FM放送は日中の放送では地震情報は放送されないが、津波が発生する可能性がある地震に限り番組を中断して放送される。NHKワールド・ラジオ日本については全国一斉に流れる場合に限りそのまま放送される。なお、NHK以外の民間放送局でも、概ね震度3以上の地震発生時、あるいは津波情報発表時にはテロップ表示を行っている。
また、NHKなどでは津波警報発表時や東海地震警戒宣言発表時に緊急警報放送を行っている。

## 大規模地震発生時の対策

### 受援体制
援助をするためには援助の受け入れ体制が必要である。それを「受援体制」という。

### 医療対策

#### 医療機関での対策

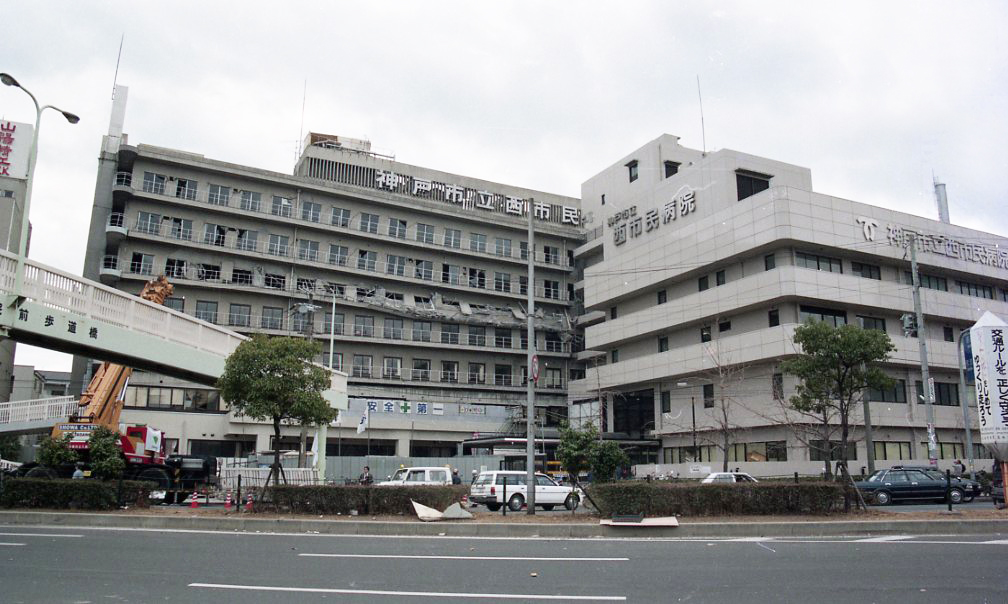
兵庫県南部地震で被災した神戸市立西市民病院（1995年1月19日撮影、神戸市提供）

大地震の発生時には、病院や介護施設などで医療や介護の記録が失われ、治療などにも支障が出るおそれがある。東日本大震災では病院や施設が津波で被災するなどして多くの患者の情報が失われ、診察時には医師が患者自身から服薬中の薬を聞き取らなければならなかった事例もあった。震災後、宮城県医師会と東北大学が、県内の医療機関や介護施設などを結ぶ情報ネットワーク上でカルテ情報を共有化することを目指す「みやぎ医療福祉情報ネットワーク協議会」（リンク）を立ち上げている。厚生労働省も、2012年度から十数か所の中核病院と周辺の医療機関をネットワークで結んでの同様のシステムを構築し始めている。クラウド化に伴い、ハッキングなどによる情報流出への対策が必要となる。

#### 要医療者に関する対策

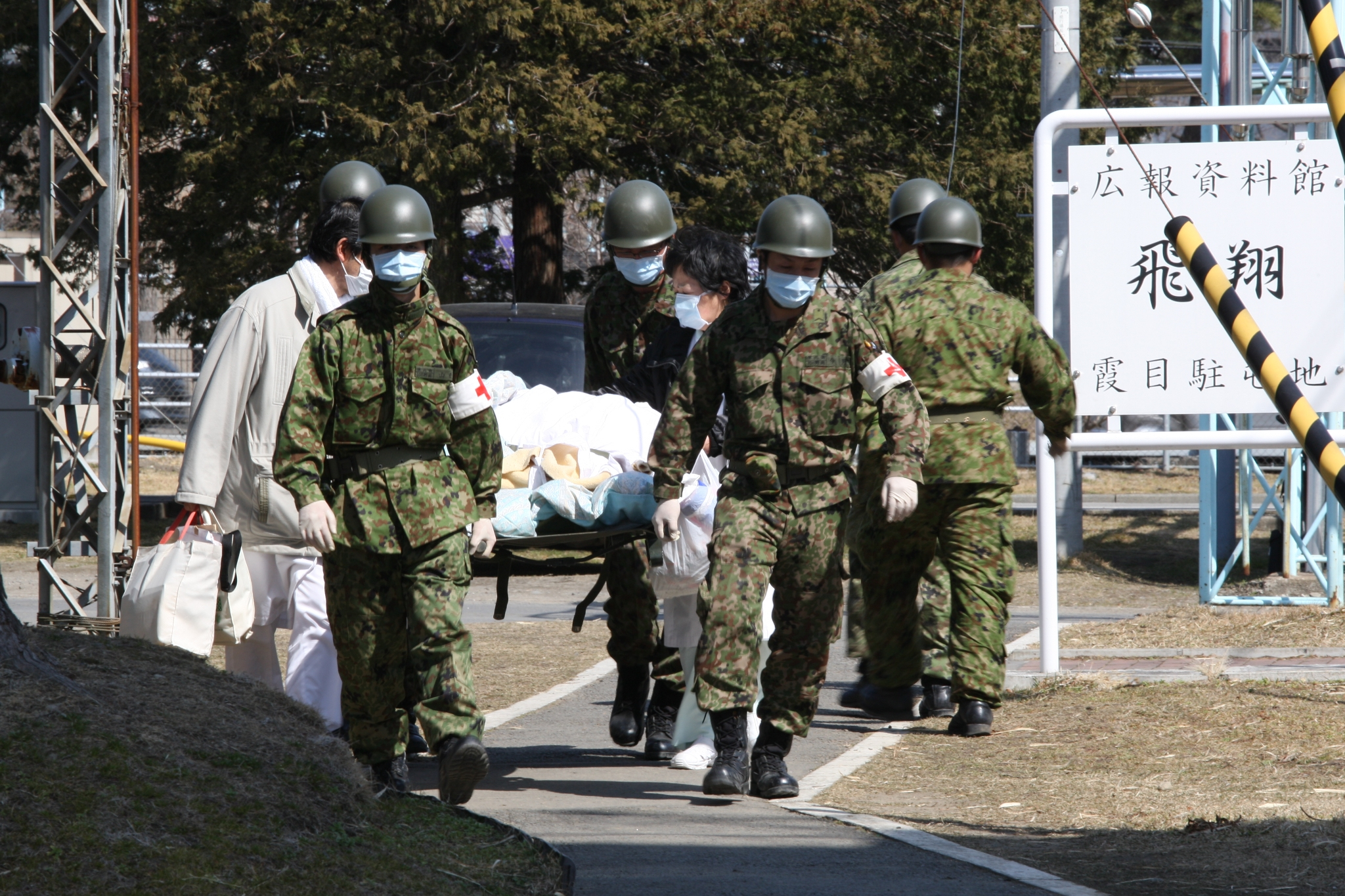
陸上自衛隊の東日本大震災災害派遣活動、患者搬送の様子（2011年3月13日、陸上自衛隊撮影）

2015年8月に木全直樹（東京女子医科大学、血液浄化療法科）らが発表した調査結果によれば、首都直下地震では、医療施設の耐震性不足・自家発電装置無し・水不足などによって人工透析を受けられなくなる患者（いわゆる「透析難民」）が首都圏で2万人から3万人にのぼるおそれがあるという。透析なしの生活のタイムリミットは3日間とされるが、東京都の計画によれば、大規模地震が発生し透析患者が避難する場合は、東京女子医大と杏林大学が患者の情報をまとめ、その報告を受けた都が患者の受け入れを他自治体に打診してからの避難となり、その事務手続きに数日以上かかると見込まれている。
人工透析のほか、病院や自宅で人工呼吸器や人工心臓装置、痰の吸引器を使用している場合も、停電によって生命維持が困難となるおそれがある。病院の場合は自家発電で機器を動かすことができるが発電機の燃料を入手できなくなる可能性もある。妊産婦や新生児の健康管理にも電気や水が不可欠である。こうした人たちは、ヘリコプターなどで電気も水も通っている病院に急いで運ぶ必要がある。

### 交通対策
地震発生後、早期に新幹線を止める早期地震警報システムがある。
国土交通省は港湾法を改正し、東京湾、大阪湾、伊勢湾の各湾内の航路を「緊急保全航路」として事前に指定し、緊急時には輸送船の航路を阻むがれきを国の権限で撤去・処分できるようにする。

#### 交通渋滞への対策
大勢の人々が自動車で避難することにより大渋滞が生じ、逃げ遅れにより津波の犠牲者が増加するおそれがある。また、三重県尾鷲市内で高齢者の多い地域を例にした避難のシミュレーションでは、車での避難者が15%を越えると渋滞がどんどんひどくなっていった（%は地域によって異なる）。東日本大震災後、市町村よりさらに細かい単位で防災計画を立てる「地区防災計画」が定められたが、計画で車使用者をあらかじめ定めるとしてもその線引きの難しさが指摘されている。高齢者なら車で避難する必要があるが、車使用の制限についての話し合いはほとんどなされていないという。また、交通渋滞は救援側の進路も塞ぐほか、避難中の車がガス欠となり路上に放置される原因ともなる。国や地方公共団体には、自動車での避難の自粛を周知するとともに、発災時に一般車両の通行制限を実施することなどが求められている。

### 燃料の供給対策
自動車の燃料は物資等の輸送に不可欠であるが、燃料を供給するには、各地へ安全に輸送する手段、燃料を保管する油槽所、自動車に給油するための施設といった物流システムが確立していなければならない。また、ガソリンスタンドは燃料を各地に分散して貯蔵する言わば「災害時インフラ」の役割もあるが、スタンド自体が全国的に減少している。従って、大地震が起きる前からの対策としては、個人では乗用車の燃料の残量が1週間分を切らないようこまめに給油する、自治体では公用車をガソリン車よりディーゼル車で配備する、といった対応が挙げられよう。

### 避難

#### 避難所

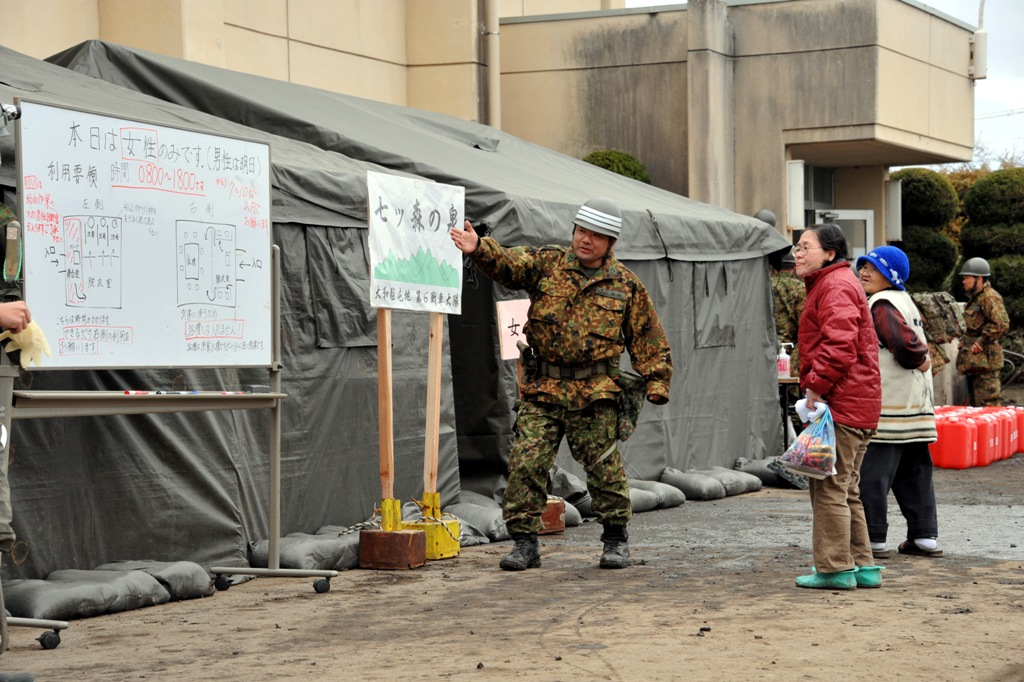
陸上自衛隊の東日本大震災災害派遣活動、簡易浴場を設置しての入浴支援（2011年3月21日、陸上自衛隊撮影）

大地震などにより自宅にいることが危険となった場合に、地域住民や地域に滞在中の人々が一時的に移動して安全を確保できる、宿泊も可能な施設が避難所である。多くの自治体では、小・中・高等学校の校舎や公民館等が避難所に指定されている。発災後、自治体の職員がそれらの施設に出向いて避難所を開設・運営する準備を行い、避難してきた住民などを受け入れる。
巨大地震発生時には、避難所となるはずの施設に自治体職員が出向くことが困難となり、避難所の開設の遅れや運営に携わる人員の不足が予想されている。そのため、たとえば千葉市では地域住民（自治会や地域防災組織など）自身が避難所の開設・運営にあたる「避難所運営委員会」の設立を推奨している。

#### 避難民と帰宅難民

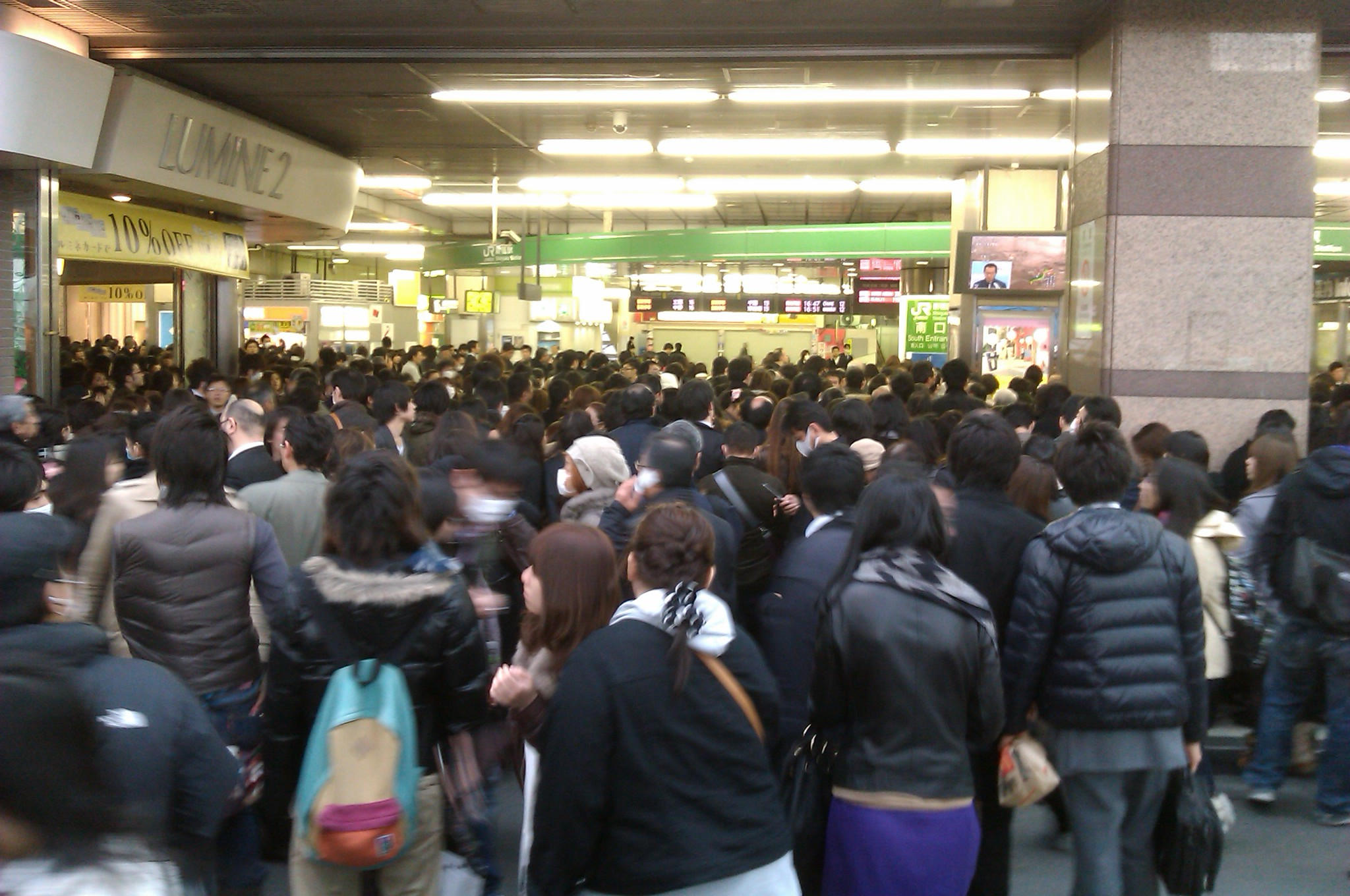
東北地方太平洋沖地震発生後の東京都・新宿駅南口の様子（2011年3月11日16時頃撮影）

三菱総合研究所の推計では、東日本大震災の際に首都圏にいて帰宅困難となった人々は、徒歩で帰宅した人が約600万人、当日の帰宅を断念した人が約260万人だったという。また、首都圏の帰宅困難者のうち約3割は、買い物などの目的で外出中の人々であった。首都直下地震が発生した場合、都内に避難先のない人々は約100万人にのぼると推定されている。さらに、南海トラフ巨大地震での帰宅困難者は、前述のように、ピーク時で約1000万人に達すると見込まれている。
鉄道各社は、大地震によって乗客などが駅構内や列車に一時的に留まらざるを得なくなる事態に備えた準備を進めている。たとえば西日本旅客鉄道（JR西日本）は、新幹線や在来線の主要駅58箇所（関西・北陸・中国地方）に、計5万食のビスケット・水と1万9千枚の断熱シートを2013年初めまでに備蓄する予定である。また東日本旅客鉄道（JR東日本）は東京駅から30km圏内の200駅を震災時に開放する方針を打ち出すとともに、計6万人分の非常食や水、毛布の備蓄を進めている。小田急電鉄も、新宿駅や町田駅全ての駅に、計2.5万人分の飲用水とアルミ製ブランケットを配備した。
なお『大規模地震防災・減災対策大綱』は地方自治体に対し、帰宅困難となった人が健常であれば現在留まっている地域での救援活動にも参加できうるという観点での、救援活動計画における帰宅困難者の役割について検討することを求めている。

#### 避難弱者・震災関連死
2004年（平成16年）7月に新潟・福島豪雨、福井豪雨が発生した際、高齢者や障害者など災害時に周囲の支援や保護を必要とする人々（災害時要援護者）への援護が不十分であることが問題となった。このことを機に、国は翌2005年（平成17年）3月に「災害時要援護者の避難支援ガイドライン」を策定した（翌2006年（平成18年）3月に改訂、リンク）。地域に住む災害時要援護者の避難計画や支援計画を立てるにあたり、こうした人々の個人情報が必要となるが、閲覧や開示などの法令上の規定はなかった。そのため、個人情報を第三者に提供できる規定を利用して要援護者の情報を関係機関などが共有したり、要援護者として登録を希望する人のみ情報を収集したり、要援護者に該当する人に自治体の担当者や民生委員が直接働きかけて同意を得て情報を収集していた。その後起こった東日本大震災では、被災地全体の死者の約6割は65歳以上の高齢者であり、障害者の死亡率も被災地全体での死亡率と比較すると約2倍であった。そのため国は、高齢者など避難時に支援を要する人々の名簿（避難行動要支援者名簿）の作成を市区町村に義務づけ、名簿に登録される本人の同意を得た上で避難の支援にあたる民生委員などに情報を提供し、発災時には本人の同意を得なくとも情報を支援側に提供してより実効的な避難を行えるよう、2013年（平成25年）6月に災害対策基本法を改正し、「ガイドライン」を改定した「避難行動要支援者の避難行動支援に関する取組指針」（リンク (PDF) ）を策定した。改正災害対策基本法は2014年（平成26年）4月に施行された。消防庁によると、2015年（平成27年）4月1日現在で避難行動要支援者名簿を作成済みの市町村（調査対象1,734団体）は52.2%で、2015年度末までには98.0%が作成済みとなる予定である。

### ライフラインとインフラの復旧対策

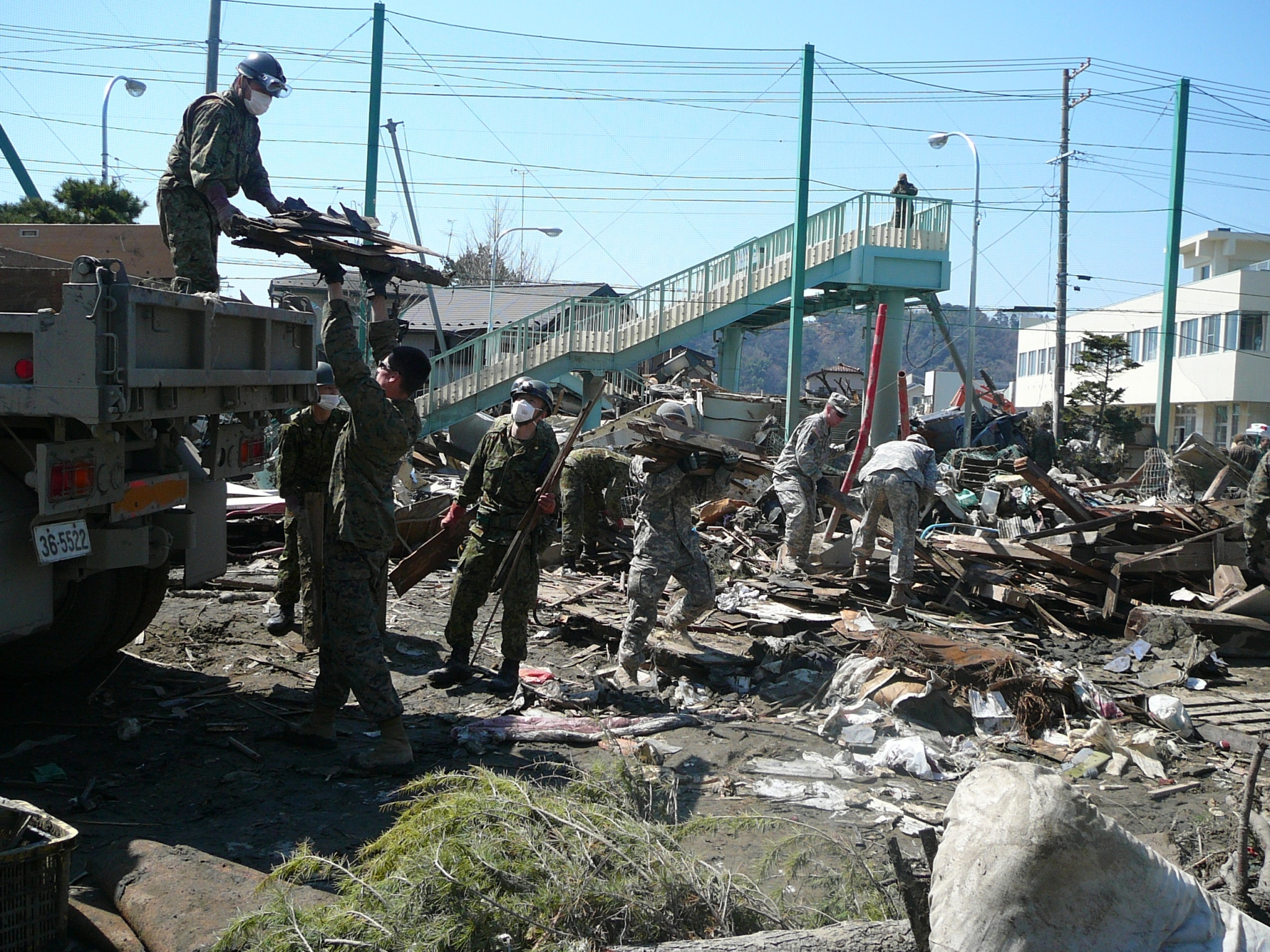
陸上自衛隊の東日本大震災災害派遣活動、米軍と協同で行われたがれき等の除去作業（2011年4月1日、陸上自衛隊撮影）

### 保健衛生対策

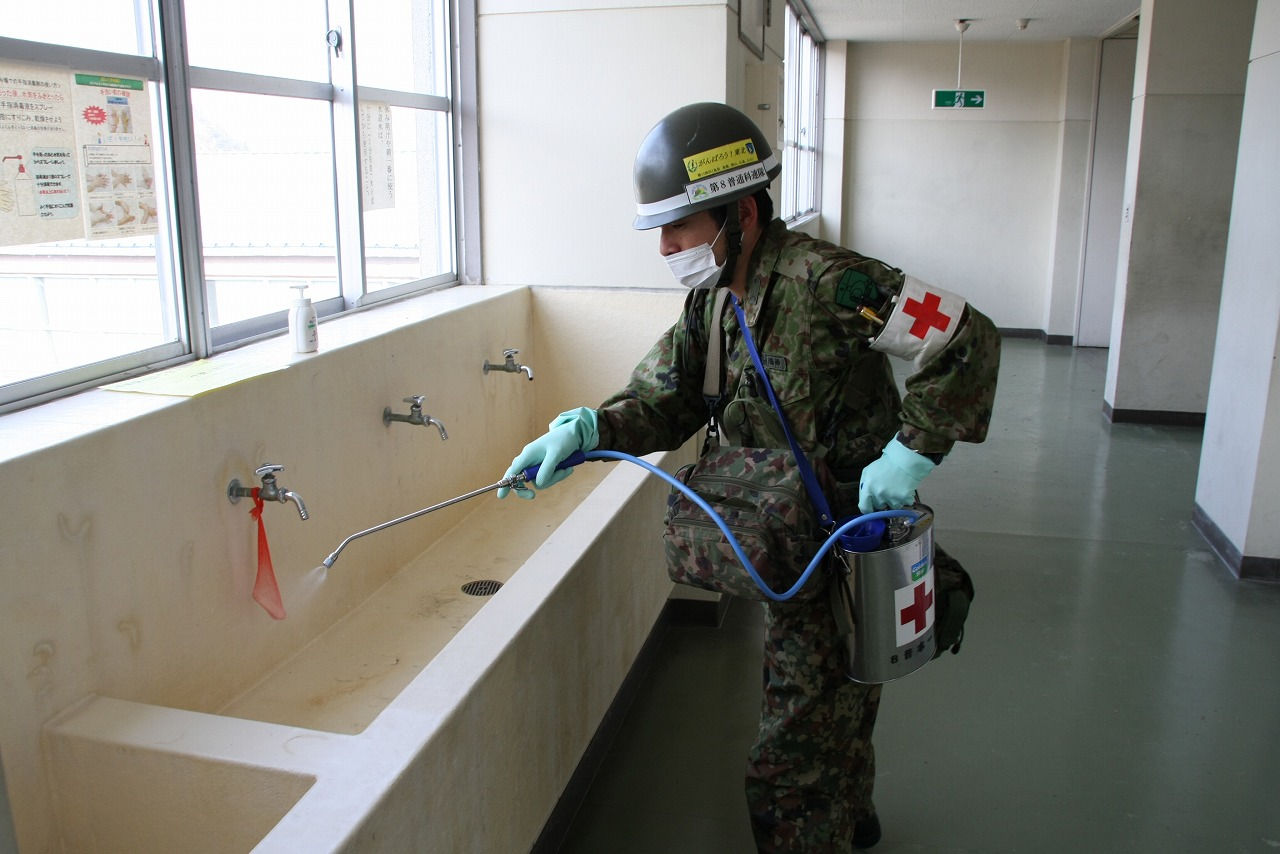
陸上自衛隊の東日本大震災災害派遣活動での防疫作業（2011年4月7日、陸上自衛隊撮影）

#### トイレ
地震後に下水道に被害がなく使用できても上水道が使えない時は、水洗トイレでは備え付けのタンクの水で汚物を流せなくなる。1回の排泄後に必要な水の量は約8-10リットルと言われており、バケツなどで水を便器内へ流し入れることになる。下水道も使えない時は、使い捨ての非常用トイレを使ったり、便器内にゴミ袋をセットし排泄後に袋ごと捨てるなどの対応をする。大地震後は、停電や上下水道の使用不能を考慮すると汲み取り方式のトイレを用意せざるを得ないと予想されている。
避難所で必要なトイレの数は、状況によって変わるものの、おおむね100人に1台以上の割合とされている。臨時的に設置された簡易型トイレを使用する場合、手すりやスロープがないと不自由する障害者や高齢者、汲み取り式に慣れていない子供に対する設備上の工夫や、女性や日本語を理解できない外国人が安心して使えるような配慮が必要となる。トイレを使うのを避けるため水分の摂取を控える状態が長く続くと脱水症状に至り、脳卒中や静脈血栓塞栓症（エコノミークラス症候群）などのリスクが高まる。さらに免疫力も低下して尿路感染症などを起こすこともある。トイレの清掃が不十分だと感染症の流行の原因となり、不潔なトイレを嫌がって避難者がトイレの我慢をすることも考えられるため、トイレの清潔を保つことが望ましい。感染症拡大防止のためトイレ使用後の手指消毒を励行する。
下水道が整備されていない地域では合併型浄化槽を用いていることが多いが、津波で浸水した場合、漏電とそれに伴う火災や、浄化槽内に設置された消毒剤の流失が予想される。また浄化槽の内部から汚物が漏れ出した場合は周囲を消石灰で消毒する必要がある。浄化槽は各家庭や施設で設置していることが多く、地震対策は遅れがちである。

#### 自治体のゴミ収集
大地震の後は自治体によるゴミ収集がしばらくの間不可能になることが予想される。家庭から出るゴミは、通常の生活に伴うゴミに、地震で壊れた家財類や、トイレが使用できないことから生じる汚物が加わる。ゴミの出し方や分別方法は自治体からの指示に従い、ゴミ収集再開まで家庭でゴミを保管する場合は生ゴミや汚物に消臭剤を振りかけるなどして悪臭を防ぐ工夫が必要となる。

### 防犯対策
大地震が起こった後の混乱のさなかでも治安を保つため、警察の警備体制を保持するとともに、警察OBや地域で防犯活動にあたるボランティアなどとの協力も必要となる。流言飛語は混乱を拡大するおそれもあることから、地方公共団体には、インターネットや地上デジタルテレビ放送をはじめとするさまざまな方法を用いた、誤った情報を訂正する情報や治安に関する地域ごとの情報を提供することが求められる。

### 遺体の火葬・埋葬

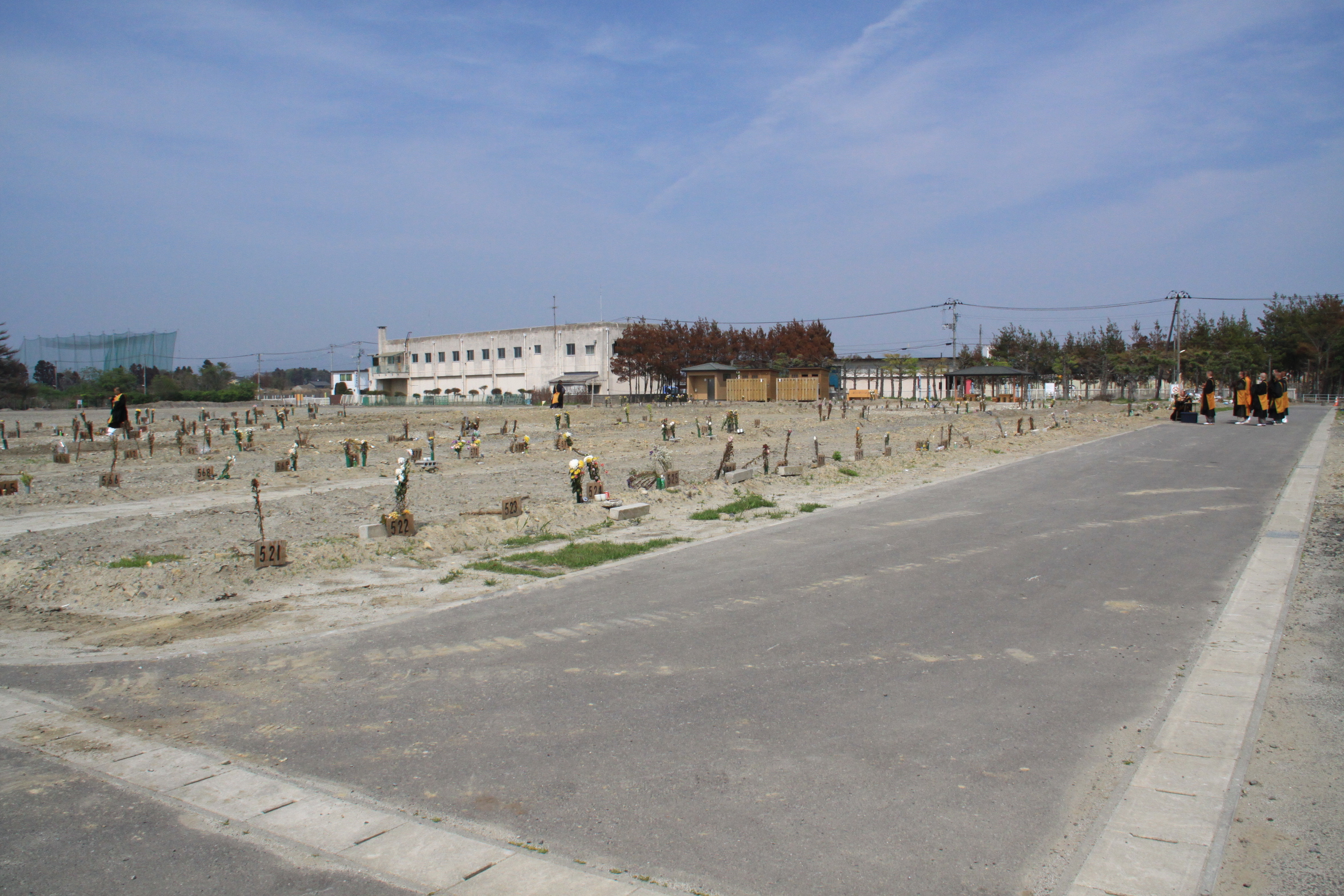
東日本大震災の際、宮城県では火葬が間に合わず、一時的に土葬する仮埋葬が行われた（宮城県石巻市、2011年6月7日撮影）

南海トラフ巨大地震や首都圏直下地震では数十万人の死者が予想されており、国や地方公共団体には、遺体の保管体制や仮安置所の確保、遺体の運搬体制の確保、火葬に必要な物資の確保、さらに火葬場の耐震化や津波対策が求められている。阪神・淡路大震災では、死因の約90%が家屋倒壊であり自宅で亡くなった人が多かったため、遺体の身元確認が容易であったという。また震災のあった地域には多数の火葬場が整備されており、その多くが地震の被害を免れて稼働することができ、1月という低温の時期であったため遺体の保存が1-2週間は可能であり、国や自治体も積極的に支援したため、6千以上の遺体の火葬・埋葬は、3週間ほどかかったものの概ね順調に進めることができたという

。しかし、首都圏直下地震や南海トラフ巨大地震の場合は被災地域が超広範囲であり、火葬場の稼働状況や気象条件によっては火葬・埋葬や遺体の保存が非常に難しくなることが予想されている。多くの火葬場は燃料に灯油を用いているが、2012年現在東京都内にある24か所の火葬場のうち10か所は燃料に都市ガスを用い、その10か所で都内の1日の最大火葬数の80%をまかなっている。都市ガスは大地震後の復旧に時間がかかることからプロパンガスに切り替えるなど、ライフラインの途絶への対応が必要だとの指摘がある。発災が外気温の高い時期であれば遺体は早急に傷んでしまい、身元確認に支障を来すほか防疫上の問題も生じるため、遺体保存に必要なドライアイスを調達し各安置所に適正に配布するための体制を確立しておく必要性も指摘されている。特に津波で亡くなった遺体はひどく傷んでいるため、遺体の身元確認にあたっては歯科医師も含めて多くの医師を全国から集める必要があるが、同時に、遺体の対応にあたる人々の心のケアを行うカウンセラーの派遣も事前に考慮しておく必要がある。遺体を集中的に安置し遺族による確認を容易にする体制や検死と身元確認を的確に実施し速やかに遺族に引き渡せるような体制を整えることが求められている。さらに、自治体によっては大規模災害時の応援協定を葬祭関係の団体との間で締結している。全国霊柩自動車協会とは多数の遺体を緊急輸送する協定、全日本葬祭業協同組合連合会や全日本冠婚葬祭互助協会とは棺などの葬祭用品の供給協力の協定を締結するなどの事例がある。

### 複合災害対策

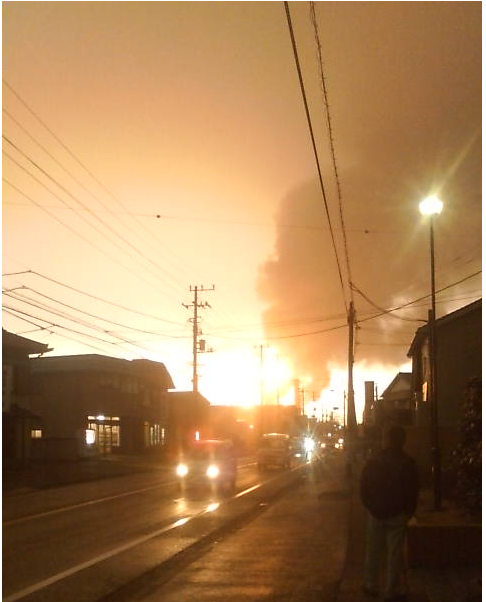
東日本大震災、千葉県市原市・コスモ石油千葉製油所でのLPGタンク火災の様子（2011年3月11日撮影）

大地震の発生後の余震や降雨で、天然ダム（河道閉塞）の決壊による被害や地盤の崩壊などが起こりうる。台風や暴風、高潮、集中豪雨、土砂災害、火山噴火などの気象災害、原子力発電所や石油コンビナートなどでの事故や火災、有害物質の漏洩による環境破壊や健康被害、といった災害が起きる可能性がある。また、濱嶌良吉（元・前橋工科大学）によれば、首都直下地震では地震動によって南関東ガス田からメタンガスが噴出し、大規模火災で生じた火災旋風にさらに勢いを与える可能性もあるという。このように、ある災害の後に同規模以上の異なる災害が連続して起こる状況は複合災害と呼ばれる。国や地方公共団体は、これらの複合災害にも対応できる体制を構築する必要がある。
東京都江戸川区では、首都直下地震で堤防の沈下や破壊があった後に台風が来た場合、荒川や江戸川が氾濫し東京湾からは高潮が襲ってきて区の広範囲が水没する可能性があることを区民に伝え、早期の避難や万一逃げ遅れた場合に備えた対策が必要だと説明している。
南海トラフ巨大地震や相模トラフ巨大地震では、東海道新幹線や東名高速道路などの鉄道路や道路が破壊されて通行不能となる可能性がある。国や地方公共団体などには、こうした「東西分断」の事態を見越した長期的な交通網の整備が求められている。

## 大規模地震後の対策

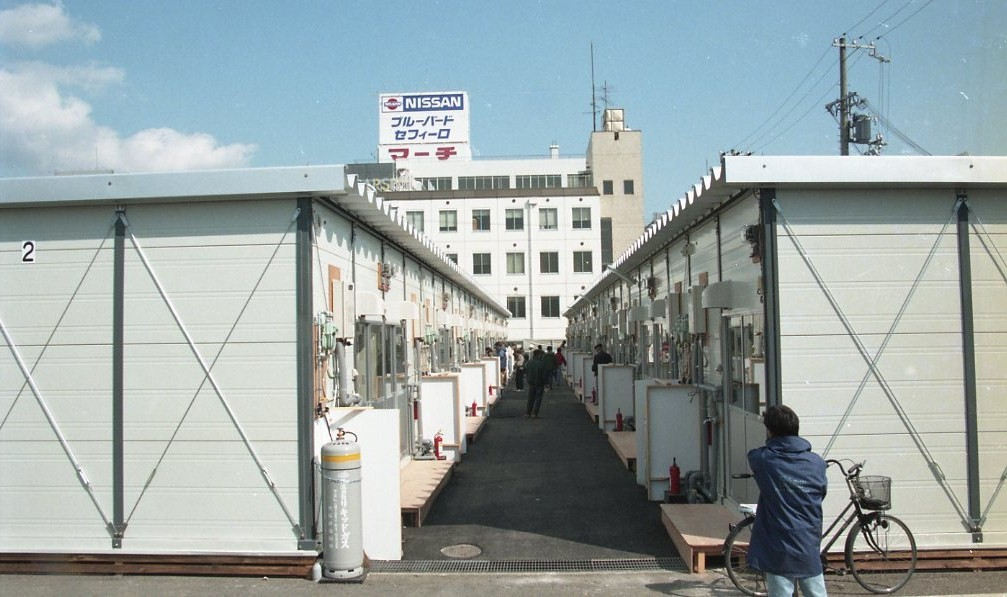
阪神・淡路大震災の際に設置された仮設住宅（仮設脇ノ浜住宅。1995年2月15日撮影、神戸市提供）

### 経済の復興
スーパーマーケットやコンビニエンスストアでは、地震によって店舗への商品の配送ができなくなる可能性がある。規模の大きな事業者であれば、被災が予想される地域以外にも店舗を置き、発災後も事業を継続できるようにする。中小規模の事業者は、複数の仕入れルートを確保しておき万一の際も商品が仕入れられるようにする、といった備えが必要であろう。製造業の場合も、中小規模の工場では遠方の工場と協力関係を結び、自社製品の設計情報や金型をお互いに相手方に預け、一方が被災や停電で操業できない場合はもう一方が製品を生産するといった対応が考えられる。

### 心のケア

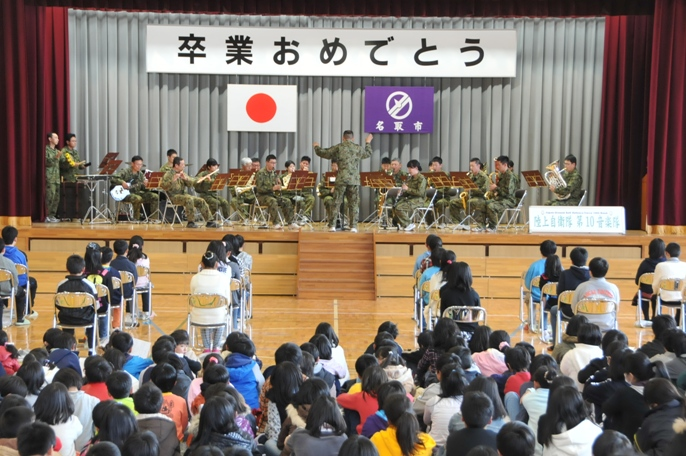
陸上自衛隊の東日本大震災災害派遣活動。名取市立閖上小学校の生徒の卒業式での慰安演奏（2011年3月29日、陸上自衛隊撮影）

震災が心身に影響を及ぼす場合が多い。特に子供たちに対する影響が大きいため、心のケアが大切である。想定される大震災時には、心理療法士が相当不足することが考えられ、また技能には相当な幅があるという。
1. 過覚醒 - 眠れない、イライラ、物音に敏感になる。
2. 侵入的な再体験 - 記憶がよみがえる、いやな夢や怖い夢を見る。
3. 回避、まひ - 体験を本当と思えない、泣けない、震災のことを話さない。
4. マイナス思考 - 罪悪感、無力感、不信感。

子供たちの気持ちが前向きになるような楽しい体験やチャレンジの機会を提供することは、こうした心理状態を解消する方法の一つであろう。

### 震災遺構の保存
大地震と震災の教訓を伝えるには、実物による震災遺構の保存と展示が欠かせないとされる。しかし震災遺構の保存には、費用がかかること、復旧の妨げになること、辛い記憶を思い出す遺構を見たくないという被災者からの意見が多いことなどの問題がある。
- 神戸港震災メモリアルパーク（兵庫県）
- 奇跡の一本松（岩手県陸前高田市、2015年4月撮影）

## ペットの地震対策

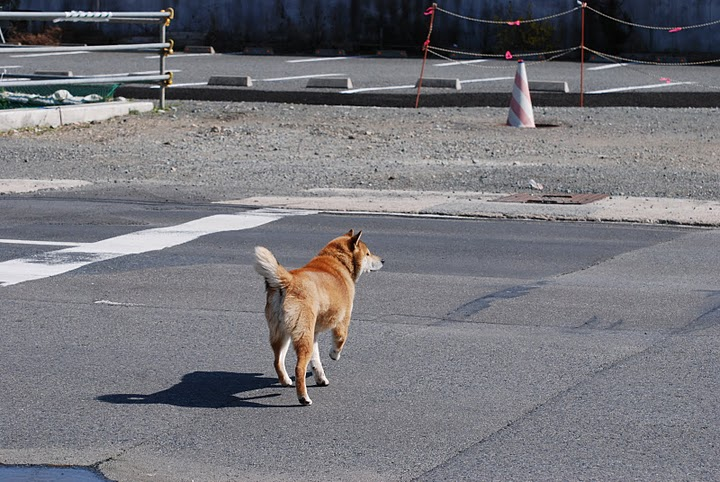
福島第一原発事故により全町民が町外へ避難した福島県浪江町に残された犬（2011年4月12日撮影、ボイス・オブ・アメリカ提供）

犬や猫といったペットは多くの家庭で家族の一員となっており、大地震の際もペットを同行して避難することを希望する事例も少なくない。東日本大震災をきっかけに、地方自治体が防災計画の中にペットの同行避難に関する定めを追加する事例が増えてきた。2015年6月には環境省が「災害時におけるペットの救護対策ガイドライン」（リンク）を作成している。しかし避難所でペットの受け入れができない場合、飼い主もペットと共に車中泊をして体調を崩すことがある。2016年4月の熊本地震では、ペットが避難所に入れなかったため車中泊を続けたところ、ペットが熱中症になった事例もあった。避難時にやむを得ずペットと離れた飼い主が精神的に苦しむこともある。
避難所では多数の人々と一緒に暮らすことになるため、ペットの飼い主には発災に備えての準備や対策が求められている。たとえば、ペットに無駄吠えをしない、トイレを決められた場所でする、ケージに入る、といった基本的なしつけをしておく。予防注射や不妊手術を行う。迷子になる場合に備えて迷子札やマイクロチップを着ける。避難時にすぐ持ち出せるようにキャリーバッグや餌（5日分）や食器、予防接種日や健康状態などの情報をまとめたものなどを準備しておく、といった対策が勧められている。熊本地震では、熊本市の避難所運営マニュアルに「避難所側がペット同行者に配慮」とあるものの、市民への周知が不十分だったこともありペットが入れなかった事例があった。しかし、避難所には動物を嫌う人や、ペットに不用意に触れてくる子供もいるため、飼い主側には普段以上の配慮が求められる。平時から近隣の住民との良好な関係を保ち、災害時の対応について話し合っておくことも必要であろう。ペットとしてはあまり一般的でない動物の場合は、避難所への同行が困難な可能性があるため、発災時の預け先を事前に確保しておく。

## その他
想定
- 2012年12月、地震調査委員会は都道府県庁舎が30年以内に震度6弱以上の揺れに襲われる確率を公表した。最も確率が高いとされたのは、静岡市の89.7%であった[213][214]。

建築物等の耐震化
- 災害拠点病院の整備費は病院自己負担だが、2012年度（平成24年度）から年間数百万円程度の収入増が見込めるようになった[215][216]。災害拠点病院等の耐震化に関する補助金は、2009年度（平成21年度）から2011年度（平成23年度）まで交付金が予算措置されていたが、2012年度には特に重要とされる災害拠点病院などを対象とする交付金をもって耐震化を進めている[217]。

避難所
- 東京都は2013年3月をめどに、避難場所を津波・液状化被害の点から見直す[218]。

財源
- 自由民主党は2012年12月に、同月の衆議院議員選挙のための同党のマニフェストとして発表した政策集の中で、「今後数年以内に、極めて高い確率で首都直下型や南海トラフの巨大地震が発生すると予想されています。」とし、これらの災害に備えるために「国土強靭化計画」という公共投資計画を発表した[219]。